# Lịch sử hành chính Đồng bằng sông Cửu Long
Đồng bằng sông Cửu Long đã có lịch sử khai phá từ thế kỷ 17, bắt đầu dưới quyền chúa Nguyễn, các chúa đã cho tổ chức các đơn vị hành chính ban đầu trên vùng đất này, về sau từng bước mở rộng cho đến khoảng giữa thế kỷ 18 thì hoàn tất kiểm soát cả đồng bằng. Việc phân chia, sắp xếp hành chính có nhiều thay đổi qua các thời kỳ lịch sử.

## Thời chúa Nguyễn
Nam Bộ xưa được gọi là xứ Đồng Nai. Mùa xuân năm Mậu Dần (1698), chúa Nguyễn sai Nguyễn Hữu Cảnh sang kinh lược Cao Miên, lấy đất Nông Nại đặt làm phủ Gia Định. "Đất Nông Nại" hay "phủ Gia Định" khi ấy gồm chung cả Nam Bộ.
Tháng 8 năm Giáp Ngọ (1714), chúa Nguyễn phong cho một người Hoa gốc ở Lôi Châu, tỉnh Quảng Đông làm Tổng binh trấn Hà Tiên. Theo sách Hoàng Việt Giáp Tý niên biểu thì năm Mậu Tý 1708, chúa Minh Vương trao cho Mạc Cửu chức Tổng binh Hà Tiên.
Mùa xuân năm Nhâm Tý (1732), Gia Định lập làm châu Định Viễn, dựng dinh Long Hồ (tục gọi là dinh Cái Bè).
Năm Bính Tý (1756), Nghi biểu hầu Nguyễn Cư Trinh tâu xin chuẩn hứa cho vua Chân Lạp là Nặc Nguyên chuộc tội, lấy đất hai xứ Xoài Rạp, Tầm Đôn (có lẽ là vùng Gò Công và Đồng Tháp Mười ngày nay) bổ sung vào châu Định Viễn.
Năm 1757, nhận từ vua Chân Lạp hai đất Trà Vinh và Ba Thắc và vùng Tầm Phong Long. Nguyễn Cư Trinh tâu lên chúa Nguyễn xin dời dinh Long Hồ qua xứ Tầm Bào. Chuyển xứ Sa Đéc đặt làm đạo Đông Khẩu, xứ Cù Lao ở Tiền Giang đặt làm đạo Tân Châu, xứ Châu Đốc ở Hậu Giang đặt làm đạo Châu Đốc.
Trên nửa thế kỷ (1698-1757), các chúa Nguyễn đã đặt xong cơ sở hành chính trên khắp Nam Bộ.
Tháng 10 năm Kỷ Hợi 1779, Nguyễn Ánh cho họa địa đồ chia cắt địa giới 3 dinh Trấn Biên (Biên Hòa), Phiên Trấn (Gia Định) và Long Hồ (Vĩnh Long, An Giang). Lấy xứ Mỹ Tho đặt làm dinh Trường Đồn, để lỵ sở Giồng Cai Yến.
Đến cuối thế kỷ XVIII, toàn Nam Bộ chia ra 4 dinh: Trấn Biên, Phiên Trấn, Long Hồ, Trường Đồn và trấn Hà Tiên (tương đương 5 đơn vị tỉnh ngày nay).
Năm Canh Thân 1800, đổi Gia Định phủ làm Gia Định trấn gồm dinh Phiên Trấn, dinh Trấn Biên, dinh Vĩnh Trấn (Long Hồ), dinh Trấn Định (Trường Đồn) và trấn Hà Tiên.

## Thời nhà Nguyễn

### Trước năm 1831
Ngày 12 tháng 1 năm Mậu Thìn (1808), đổi Gia Định trấn làm Gia Định thành. Gia Định thành cai quản 5 trấn ở trong nam là Phiên An (Phiên Trấn cũ), Biên Hòa (Trấn Biên cũ), Định Tường (Trấn Định cũ), Vĩnh Thanh (Vĩnh Trấn cũ) và Hà Tiên, lại kiêm quản thêm trấn Bình Thuận ở phía bắc Biên Hòa. Trong đó, địa bàn toàn bộ các trấn Định Tường, Vĩnh Thanh, Hà Tiên và một phần trấn Phiên An cùng thuộc khu vực Đồng bằng sông Cửu Long ngày nay.
Sau đây là tình hình phân ranh hành chính các trấn Phiên An, Định Tường, Vĩnh Thanh và Hà Tiên cùng thuộc Gia Định thành hồi năm 1808:
- Trấn Phiên An gồm 1 phủ là Tân Bình và 4 huyện: Bình Dương, Tân Long, Phước Lộc, Thuận An
- Trấn Định Tường gồm 1 phủ là Kiến An và 3 huyện: Kiến Đăng, Kiến Hưng, Kiến Hòa
- Trấn Vĩnh Thanh gồm 1 phủ là Định Viễn và 3 huyện: Vĩnh An, Vĩnh Bình, Tân An
- Trấn Hà Tiên gồm 2 huyện (chưa đặt phủ): Long Xuyên, Kiên Giang

Theo Gia Định thành thông chí, tình hình phân chia hành chính Gia Định thành hồi năm 1820 có một vài thay đổi như sau:
- Trấn Phiên An gồm 1 phủ là Tân Bình và 4 huyện: Bình Dương, Tân Long, Phước Lộc, Thuận An
- Trấn Định Tường gồm 1 phủ là Kiến An và 3 huyện: Kiến Đăng, Kiến Hưng, Kiến Hòa
- Trấn Vĩnh Thanh gồm 1 phủ là Định Viễn và 4 huyện: Vĩnh Bình, Vĩnh An, Vĩnh Định, Tân An
- Trấn Hà Tiên gồm 2 huyện (chưa đặt phủ): Long Xuyên, Kiên Giang

### Sau năm 1831
Năm Minh Mạng thứ 13 (năm 1831) đã đổi trấn thành tỉnh. Toàn nước Đại Nam có 30 tỉnh và 1 phủ Thừa Thiên. Nam Kỳ được chia thành 6 tỉnh nên gọi là Nam Kỳ Lục tỉnh hay Lục tỉnh. Đó là các tỉnh: Phiên An, năm 1836 đổi thành Gia Định (tỉnh lỵ là tỉnh thành Sài Gòn), Biên Hòa (tỉnh lỵ là tỉnh thành Biên Hòa), Định Tường (tỉnh lỵ là tỉnh thành Mỹ Tho) ở miền Đông; Vĩnh Long (tỉnh lỵ là tỉnh thành Vĩnh Long), An Giang (tỉnh lỵ là tỉnh thành Châu Đốc) và Hà Tiên (tỉnh lỵ là tỉnh thành Hà Tiên) ở miền Tây.
Trong số 6 tỉnh ở Nam Kỳ lúc bấy giờ thì có 4 tỉnh ở khu vực đồng bằng sông Cửu Long (miền Tây Nam Bộ) ngày nay, bao gồm: Định Tường, Vĩnh Long, An Giang và Hà Tiên. Ngoài ra, một phần đất đai của tỉnh Gia Định lúc bấy giờ cũng nằm trong khu vực đồng bằng sông Cửu Long, tương đương với một phần các tỉnh Long An và Tiền Giang (vùng đất Gò Công) ngày nay. Thượng và hạ lưu của sông Vàm Cỏ Tây (cho tới đoạn ngã ba sông Bảo Định), cùng với sông Bảo Định là ranh giới giữa hai tỉnh Gia Định và Định Tường.
Nam Kỳ lục tỉnh hồi năm 1840, theo tài liệu của Trương Vĩnh Ký, ở đây không kể tỉnh Biên Hòa thuộc khu vực Đông Nam Bộ ngày nay:
- Tỉnh Gia Định gồm 4 phủ, 9 huyện:[23]
  - Phủ Tân Bình (Sài Gòn) gồm 3 huyện: Bình Dương (Sài Gòn), Bình Long (Hóc Môn), Tân Long (Chợ Lớn). Phủ này nay đều thuộc địa bàn Thành phố Hồ Chí Minh thuộc miền Đông Nam Bộ.
  - Phủ Hòa Thạnh (Gò Công) gồm 2 huyện: Tân Hòa (Gò Công), Tân Thạnh (Kỳ Son). Huyện Tân Hòa nay thuộc tỉnh Tiền Giang. Huyện Tân Thạnh, ở phía bờ nam sông Vàm Cỏ Tây đối diện huyện Cửu An, nay thuộc địa bàn thành phố Tân An và toàn bộ huyện Châu Thành tỉnh Long An.
  - Phủ Tân An (Vũng Gù) gồm 2 huyện: Cửu An (Vũng Gù), Phước Lộc (Cần Giuộc). Huyện Cửu An là vùng đất nằm kẹp giữa hai dòng Vàm Cỏ Tây và Vàm Cỏ Đông từ Tân Trụ đến Thủ Thừa, nay thuộc địa bàn Tân Trụ, Tân An, Thủ Thừa, Bến Lức, và có thể cả Thạnh Hóa của tỉnh Long An. Huyện Phước Lộc nay là các huyện Cần Đước, Cần Giuộc và một phần huyện Bến Lức tỉnh Long An.
  - Phủ Tây Ninh gồm 2 huyện: Tân Ninh (Tây Ninh), Quang Hóa (Bến Cầu, Trảng Bàng). Ngày nay một phần huyện Mộc Hóa (phần phía đông sông Vàm Cỏ Tây), thị xã Kiến Tường, và có thể là một phần các huyện Thạnh Hóa, Đức Hòa, Đức Huệ của tỉnh Long An nguyên là đất huyện Quang Hóa phủ Tây Ninh.

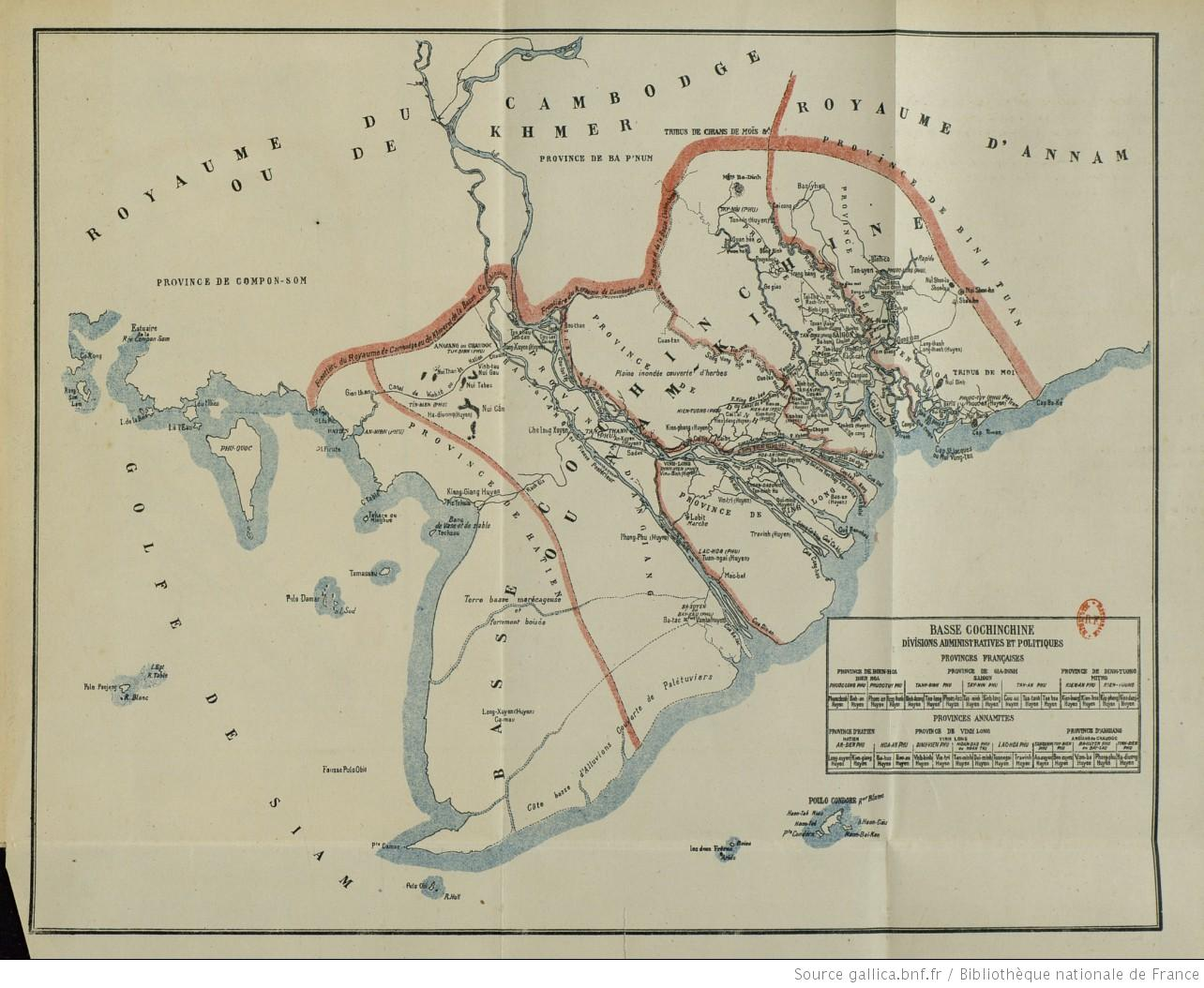
Bản đồ hành chính Nam Kỳ Lục tỉnh giai đoạn 1841-1861

Bản đồ hành chính Nam Kỳ Lục tỉnh (Basse Cochinchine) năm 1863

- Tỉnh Định Tường gồm 2 phủ, 4 huyện (nay nằm hoàn toàn trong khu vực Đồng bằng sông Cửu Long):[24]
  - Phủ Kiến An (chợ Cai Tài) gồm 2 huyện: Kiến Hưng (giồng Trấn Định), Kiến Hòa (Chợ Gạo)
  - Phủ Kiến Tường (Cao Lãnh) gồm 2 huyện: Kiến Phong (Cái Bè), Kiến Đăng (Cai Lậy)
- Tỉnh Vĩnh Long gồm 4 phủ, 8 huyện (nay nằm hoàn toàn trong khu vực Đồng bằng sông Cửu Long):[25]
  - Phủ Định Viễn (Vĩnh Long) gồm 2 huyện: Vĩnh Bình (Long Hồ), Vĩnh Trị (Vũng Liêm)
  - Phủ Hoằng An (Ba Vác) gồm 2 huyện: Tân Minh (Ba Vác), Duy Minh (Rạch Nước Trong)
  - Phủ Hoằng Đạo (Bến Tre) gồm 2 huyện: Bảo Trị (Bến Tre), Bảo An (Cái Bông)
  - Phủ Lạc Hóa (Trà Vinh) gồm 2 huyện: Trà Vinh (Trà Vinh), Tuân Ngãi (Cầu Ngang, Mương Đục)
- Tỉnh An Giang gồm 3 phủ, 8 huyện (nay nằm hoàn toàn trong khu vực Đồng bằng sông Cửu Long):[25]
  - Phủ Tuy Biên (Châu Đốc) gồm 2 huyện: Tây Xuyên (Cái Vừng, Ba Rách, Long Xuyên), Phong Phú (Cần Thơ)
  - Phủ Tân Thành (Sa Đéc) gồm 3 huyện: Vĩnh An (Sa Đéc), Đông Xuyên (Cái Vừng), An Xuyên (Nha Mân)
  - Phủ Ba Xuyên (Sóc Trăng) gồm 3 huyện: Phong Nhiêu (Bãi Xàu), Phong Thạnh (Nhu Gia), Vĩnh Định
- Tỉnh Hà Tiên gồm 3 phủ, 7 huyện:[26]
  - Phủ Quảng Biên (Cần Vọt) gồm 2 huyện: Khai Biên (phía Cần Vọt), Vĩnh Trường (phía Cần Vọt). Phủ này nay thuộc lãnh thổ Campuchia.
  - Phủ An Biên (Hà Tiên) gồm 3 huyện: Hà Châu (Hà Tiên), Long Xuyên (Cà Mau), Kiên Giang (Rạch Giá), nay phần lớn nằm trong khu vực Đồng bằng sông Cửu Long.
  - Phủ Tịnh Biên (Thất Sơn, Xà Tón) gồm 2 huyện: Hà Dương (Linh Quỳnh), Hà Âm (Giang Thiềng). Huyện Hà Âm nằm phía bờ bắc kênh Vĩnh Tế, nay thuộc lãnh thổ Campuchia. Huyện Hà Dương nay là các huyện Tịnh Biên và Tri Tôn của tỉnh An Giang.

Năm 1855, tình hình các tỉnh này lại có một số thay đổi nhỏ và không đáng kể như sau:
- Tỉnh Gia Định gồm 3 phủ, 9 huyện:[24]
  - Phủ Tân Bình gồm 3 huyện: Bình Dương, Bình Long, Tân Long
  - Phủ Tân An gồm 2 huyện: Cửu An, Phước Lộc, Tân Hòa, Tân Thạnh
  - Phủ Tây Ninh gồm 2 huyện: huyện Tân Ninh (nay thuộc địa bàn tỉnh Tây Ninh Việt Nam và tỉnh Svay Rieng Campuchia), và huyện Quang Hóa. Tỉnh Tây Ninh ngày nay, nằm ở khu vực Miền Đông Nam Bộ, chiếm phần lớn đất đai nguyên là của phủ Tây Ninh.
- Tỉnh Định Tường gồm 2 phủ, 4 huyện:[24]
  - Phủ Kiến An gồm 2 huyện: Kiến Hưng, Kiến Hòa
  - Phủ Kiến Tường gồm 2 huyện: Kiến Phong, Kiến Đăng
- Tỉnh Vĩnh Long gồm 3 phủ, 8 huyện:[25]
  - Phủ Định Viễn gồm 2 huyện: Vĩnh Bình, Vĩnh Trị
  - Phủ Hoằng Trị gồm 4 huyện: Bảo Hựu, Bảo An, Tân Minh, Duy Minh
  - Phủ Lạc Hóa gồm 2 huyện: Trà Vinh, Tuân Ngãi
- Tỉnh An Giang gồm 3 phủ, 10 huyện:[27]
  - Phủ Tuy Biên gồm 4 huyện: Tây Xuyên, Phong Phú, Hà Dương, Hà Âm
  - Phủ Tân Thành gồm 3 huyện: Vĩnh An, Đông Xuyên, An Xuyên
  - Phủ Ba Xuyên gồm 2 huyện: Phong Nhiêu, Vĩnh Định
- Tỉnh Hà Tiên gồm 1 phủ là An Biên với 3 huyện:[28] Hà Châu, Long Xuyên, Kiên Giang. Ngày nay, trừ một phần nhỏ đất nguyên thuộc huyện Hà Châu (vùng giáp biên giới Việt Nam-Campuchia thuộc các huyện Kampong Trach, Banteay Meas của tỉnh Kam pốt) được Pháp cắt trả cho Campuchia những năm 1870, còn lại phần lớn đất phủ An Biên tỉnh Hà Tiên giai đoạn này, thì đều nằm trong địa bàn khu vực Đồng bằng sông Cửu Long, phần lớn thuộc các tỉnh Kiên Giang, Cà Mau, một phần các tỉnh Hậu Giang, Bạc Liêu.

Đặc biệt, lúc bấy giờ trên toàn vùng đất Nam Kỳ nói chung và khu vực Đồng bằng sông Cửu Long ngày nay nói riêng, tên gọi các địa danh hành chính từ cấp tỉnh, cấp phủ, cấp huyện cho đến cấp thôn, cấp ấp đều được sử dụng bằng những mỹ từ Hán Việt. Tuy nhiên, ngoài tên gọi địa danh hành chính dùng chính thức trong các giấy tờ, văn kiện vốn được gọi theo bằng các mỹ từ Hán Việt, mỗi thôn xã còn có tục danh bằng tên Nôm nữa. Tên gọi các tục danh này chỉ được gọi phổ biến trong dân gian và không hề được dùng chính thức trong các văn bản hành chính vào thời nhà Nguyễn lúc bấy giờ. Chẳng hạn, thôn Tân An thuộc huyện Phong Phú, phủ Tuy Biên, tỉnh An Giang còn có tên tục danh bằng tiếng Nôm là "Cần Thơ"; thôn Mỹ Trà thuộc tổng Phong Thạnh, huyện Kiến Phong, phủ Kiến Tường, tỉnh Định Tường có thêm tên gọi trong dân gian là "Cao Lãnh"; thôn Thuận Tắc thuộc tổng Hòa Lạc Hạ, huyện Tân Hòa, phủ Tân An, tỉnh Gia Định còn được gọi là "Gò Công"...

## Thời Pháp thuộc

### Giai đoạn 1862 – 1867
Ngày 17 tháng 2 năm 1859, Pháp đưa quân đội xâm chiếm thành Gia Định (cũng gọi là thành Sài Gòn). Ngày 28 tháng 2 năm 1861, thực dân Pháp chiếm được tỉnh Gia Định và đến ngày 12 tháng 4 năm 1861, thì chiếm xong tỉnh Định Tường. Tuy nhiên, mãi đến ngày 18 tháng 12 năm 1861, Pháp mới chiếm được tỉnh Biên Hòa (ngày nay thuộc vùng Đông Nam Bộ).
Ngày 5 tháng 6 năm 1862, triểu đình Huế phải ký Hòa ước Nhâm Tuất nhượng cho Pháp 3 tỉnh miền Đông Nam Kỳ là Biên Hòa, Gia Định và Định Tường. Năm 1867, Pháp vi phạm "hòa ước", đem quân chiếm nốt 3 tỉnh miền Tây Nam Kỳ là Vĩnh Long, An Giang và Hà Tiên. Sau đó, thực dân Pháp xóa bỏ lề lối cai trị cũng như cách phân chia địa giới hành chính phủ huyện cũ của nhà Nguyễn.
Sau khi chiếm nốt 3 tỉnh miền Tây Nam Kỳ, ngày 5 tháng 6 năm 1867, thực dân Pháp ra nghị định chia 6 tỉnh Nam Kỳ ra 24 hạt tham biện (arondissemnent). Viên cai trị hạt là tham biện (inspecteur, sau đổi là administrateur). Lúc đầu Pháp gọi département thay cho phủ, gọi arrondissement thay cho huyện. Lỵ sở của hạt gọi là "châu thành", có chức năng như một "trung tâm hành chính" của hạt. Sau khi thành lập các thị xã với chức năng "tỉnh lỵ", nó chiếm một phần diện tích của "châu thành", phần diện tích còn lại vẫn giữ tên cũ là quận Châu Thành và sau này là huyện Châu Thành. Bắt đầu từ năm 1912, địa danh Châu Thành chính thức được đặt tên cho nhiều đơn vị hành chính cấp quận ở các tỉnh Nam Kỳ.
Khoảng năm 1868, toàn vùng đất Nam Kỳ có hai mươi bảy inspection (lúc này tiếng Việt gọi là "hạt thanh tra", "địa hạt thanh tra", "khu thanh tra" hay "tiểu khu thanh tra", do Thanh tra cai trị). Ban đầu, hạt Thanh tra tạm gọi tên theo tên các phủ huyện cũ, sau đó mới đổi tên gọi theo địa điểm đóng trụ sở kể từ ngày 16 tháng 8 năm 1867.
Ngày 17 tháng 2 năm 1863, thực dân Pháp tiến hành lập hạt thanh tra Tây Ninh (lỵ sở đặt tại Tây Ninh) trên địa bàn phủ Tây Ninh của tỉnh Gia Định.
Từ ngày 11 tháng 2 năm 1864, phủ Tây Ninh có hai huyện trực thuộc là Quang Hóa và Tần Ninh.
Ngày 9 tháng 11 năm 1864, thực dân Pháp lần lượt cho thành lập các hạt Thanh tra sau đây trên địa bàn tỉnh Gia Định (lúc này vẫn còn giữ tên là tỉnh Gia Định như cũ):
- Hạt thanh tra Tân Long: trên địa bàn huyện Tân Long của phủ Tân Bình (lỵ sở đặt tại Chợ Lớn)
- Hạt thanh tra Tân An: trên địa bàn hai huyện Cửu An và Tân Thạnh của phủ Tân An (lỵ sở đặt tại Tân An)
- Hạt thanh tra Phước Lộc: trên địa bàn huyện Phước Lộc của phủ Tân An (lỵ sở đặt tại Cần Giuộc)
- Hạt thanh tra Tân Hòa: trên địa bàn huyện Tân Hòa của phủ Tân An (lỵ sở đặt tại Gò Công)

Ngày 3 tháng 6 năm 1865, Pháp lại lần lượt cho thành lập các hạt Thanh tra sau đây trên địa bàn tỉnh Định Tường (lúc này cũng vẫn còn giữ tên là tỉnh Định Tường như cũ):
- Hạt thanh tra Kiến An hay Kiến Hưng: trên địa bàn huyện Kiến Hưng của phủ Kiến An (lỵ sở đặt tại Mỹ Tho)
- Hạt thanh tra Kiến Hòa: trên địa bàn huyện Kiến Hòa của phủ Kiến An (lỵ sở đặt tại Chợ Gạo)
- Hạt thanh tra Kiến Đăng: trên địa bàn huyện Kiến Đăng của phủ Kiến Tường (lỵ sở đặt tại Cai Lậy)
- Hạt thanh tra Kiến Tường hay Kiến Phong: trên địa bàn huyện Kiến Phong của phủ Kiến Tường (lỵ sở ban đầu đặt tại Cao Lãnh và sau đó lại dời đến Cần Lố (ngã ba sông Cần Lồ với sông Tiền Giang)).

Ngày 3 tháng 2 năm 1866, thành lập hạt thanh tra Quang Hóa trên địa bàn huyện Quang Hóa của phủ Tây Ninh do tách ra từ hạt thanh tra Tây Ninh (lỵ sở đặt tại Trảng Bàng).
Ngày 15 tháng 6 năm 1867, ngoại trừ vùng đất huyện Hà Châu chưa đặt hạt thanh tra vì địa bàn nhỏ hẹp, thực dân Pháp cũng thành lập các hạt Thanh tra sau đây trên địa bàn tỉnh Hà Tiên:
- Hạt thanh tra Kiên Giang:[41] trên địa bàn huyện Kiên Giang (lỵ sở đặt tại Rạch Giá)
- Hạt thanh tra Long Xuyên:[42] trên địa bàn huyện Long Xuyên (lỵ sở đặt tại Cà Mau)

Tại vùng đất tỉnh Vĩnh Long cũng lần lượt thành lập các hạt thanh tra sau:
- Hạt thanh tra Định Viễn: trên địa bàn phủ Định Viễn (lỵ sở đặt tại Vĩnh Long)
- Hạt thanh tra Hoằng Trị: trên địa bàn phủ Hoằng Trị (lỵ sở đặt tại Bến Tre)
- Hạt thanh tra Lạc Hóa: trên địa bàn phủ Lạc Hóa (lỵ sở đặt tại Trà Vinh)

Tại tỉnh An Giang có 3 hạt thanh tra sau:
- Hạt thanh tra Tuy Biên: trên địa bàn phủ Tuy Biên (lỵ sở đặt tại Châu Đốc)
- Hạt thanh tra Tân Thành: trên địa bàn phủ Tân Thành (lỵ sở đặt tại Sa Đéc)
- Hạt thanh tra Ba Xuyên: trên địa bàn phủ Ba Xuyên (lỵ sở đặt tại Sóc Trăng)

Ngày 1 tháng 8 năm 1867, Pháp thấy vùng đất Cà Mau còn vắng vẻ nên đã bãi bỏ hạt thanh tra Long Xuyên, sáp nhập địa bàn này tức vùng đất Cà Mau vào hạt thanh tra Kiên Giang và coi luôn vùng đất huyện Long Xuyên cũ.

### Giai đoạn 1867 – 1871
Ngày 16 tháng 8 năm 1867, thực dân Pháp chính thức đổi tên gọi tất cả các địa danh cấp tỉnh và hạt thanh tra theo tên gọi địa điểm nơi đặt lỵ sở tỉnh hoặc hạt thanh tra. Các tên gọi mới này chính là tục danh bằng tên Nôm của các thôn xã nơi đặt lỵ sở tỉnh hoặc hạt thanh tra vốn trước đây vào thời nhà Nguyễn độc lập lại không được dùng chính thức trong các văn bản hành chính. Như vậy, cũng kể từ đây, chính quyền thực dân Pháp đã dần dần chính thức hóa các tên gọi địa danh bằng tiếng Nôm này bằng những văn bản hành chính; đồng thời hầu hết các tên gọi địa danh cũ cấp tỉnh, cấp phủ và cấp huyện và sau này là các hạt thanh tra bằng những mỹ từ Hán Việt của thời nhà Nguyễn cũng dần bị xóa bỏ hoàn toàn. Các tên gọi mới bằng tục danh chữ Nôm của các hạt thanh tra này cũng chính là tên gọi các tỉnh và các quận trực thuộc các tỉnh ở Nam Kỳ nói chung và vùng Đồng bằng sông Cửu Long sau này và cho đến tận ngày nay, hầu hết các tỉnh, các huyện và thành phố trực thuộc đều vẫn còn giữ lại các tên gọi địa danh này.
Tuy nhiên, do ở hạt thanh tra Tân An chính quyền thực dân Pháp liên tục dời lỵ sở hạt ban đầu từ Cai Tài, sau đó đến năm 1863 dời về thôn Nhơn Thạnh và sau cùng lại dời về đóng tại thôn Bình Lập vào năm 1869 cho đến tận ngày nay, vì thế tên gọi hạt thanh tra Tân An vẫn được giữ lại và không hề bị thay đổi. Ngoài ra, các tên gọi Vĩnh Long, Trà Vinh, Đông Xuyên (sau này lại đổi thành Long Xuyên cho đến ngày nay) và Hà Tiên vốn là các địa danh cũ bằng những mỹ từ Hán Việt của thời nhà Nguyễn nhưng lúc bấy giờ cũng được sử dụng tiếp tục và không bị thay đổi, xóa bỏ do trước đây tại các thôn xã là nơi đặt lỵ sở của các hạt này lại không có xuất hiện các tên gọi bằng tục danh chữ Nôm trong dân gian. Đồng thời, cũng từ năm 1900 thì các địa danh Tân An, Vĩnh Long, Trà Vinh, Long Xuyên và Hà Tiên cũng chính thức trở thành tên gọi các tỉnh cũng như tên gọi tỉnh lỵ ở Nam Kỳ dưới thời Pháp thuộc.
Cụ thể, vào thời điểm này, thực dân Pháp đổi tên tỉnh Gia Định thành tỉnh Sài Gòn, đổi tên tỉnh Định Tường thành tỉnh Mỹ Tho và đổi tên tỉnh An Giang thành tỉnh Châu Đốc; đồng thời cũng đổi tên gọi tất cả các hạt Thanh tra ở Nam Kỳ cụ thể như sau:

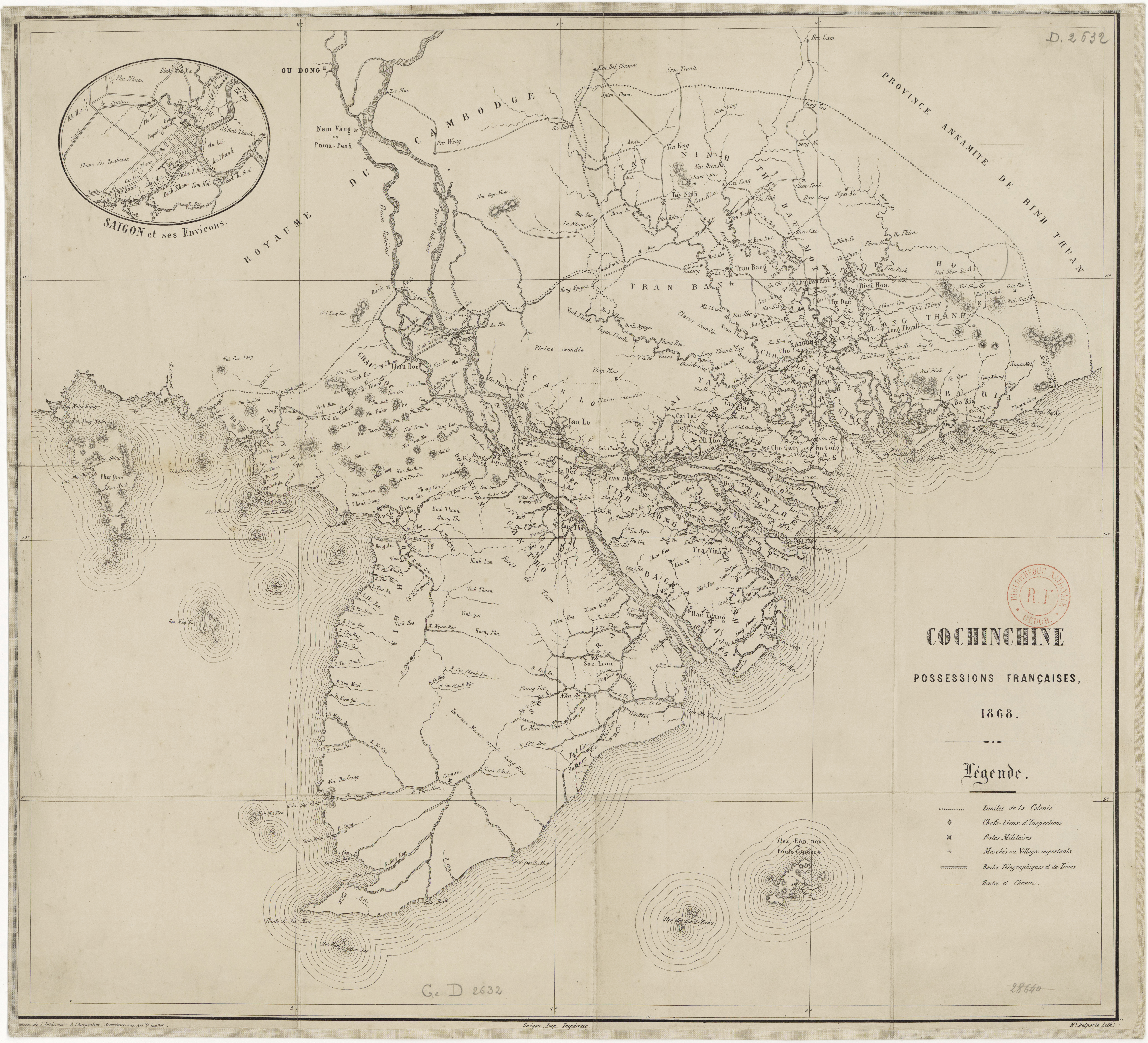
Bản đồ Nam Kỳ thuộc Pháp năm 1868, sau khi Pháp đã chiếm toàn bộ 6 tỉnh Nam Kỳ của nhà Nguyễn

- Tỉnh Sài Gòn gồm các hạt thanh tra:[49]
  - Hạt thanh tra Tân An: vẫn giữ nguyên tên gọi cũ
  - Hạt thanh tra Chợ Lớn: đổi tên từ hạt thanh tra Tân Long
  - Hạt thanh tra Cần Giuộc: đổi tên từ hạt thanh tra Phước Lộc
  - Hạt thanh tra Gò Công: đổi tên từ hạt thanh tra Tân Hòa
  - Hạt thanh tra Tây Ninh: lấy tên phủ cũ thay cho tên huyện cũ Tân Ninh
  - Hạt thanh tra Trảng Bàng: đổi tên từ hạt thanh tra Quang Hóa
- Tỉnh Mỹ Tho gồm các hạt thanh tra:[50]
  - Hạt thanh tra Mỹ Tho: đổi tên từ hạt thanh tra Kiến An hay Kiến Hưng
  - Hạt thanh tra Chợ Gạo: đổi tên từ hạt thanh tra Kiến Hòa
  - Hạt thanh tra Cai Lậy: đổi tên từ hạt thanh tra Kiến Đăng
  - Hạt thanh tra Cần Lố: đổi tên từ hạt thanh tra Kiến Tường hay Kiến Phong
- Tỉnh Vĩnh Long gồm các hạt thanh tra:[43]
  - Hạt thanh tra Vĩnh Long: đổi tên từ hạt thanh tra Định Viễn
  - Hạt thanh tra Bến Tre: đổi tên từ hạt thanh tra Hoằng Trị
  - Hạt thanh tra Trà Vinh: đổi tên từ hạt thanh tra Lạc Hóa
- Tỉnh Châu Đốc gồm các hạt thanh tra:
  - Hạt thanh tra Châu Đốc: đổi tên từ hạt thanh tra Tuy Biên
  - Hạt thanh tra Sa Đéc: đổi tên từ hạt thanh tra Tân Thành
  - Hạt thanh tra Sóc Trăng: đổi tên từ hạt thanh tra Ba Xuyên
- Tỉnh Hà Tiên gồm:
  - Hạt thanh tra Hà Tiên
  - Hạt thanh tra Rạch Giá: đổi tên từ hạt thanh tra Kiên Giang

Ngày 4 tháng 12 năm 1867, tách vùng đất cù lao Minh của hạt thanh tra Bến Tre để thành lập hạt thanh tra Mỏ Cày, với lỵ sở đặt tại chợ Mỏ Cày. Đồng thời, huyện Phong Phú cũng được tách ra khỏi hạt thanh tra Sa Đéc để thành lập mới hạt thanh tra Cần Thơ, với lỵ sở đặt tại Cần Thơ.
Cũng trong năm 1867, thực dân Pháp lại cho thành lập thêm hạt thanh tra Đông Xuyên, với lỵ sở đặt tại khu vực chợ Đông Xuyên, trên cơ sở tách ra từ hạt thanh tra Châu Đốc, có địa bàn tương ứng với một phần các huyện Đông Xuyên và Tây Xuyên cũ. Tuy nhiên, sau khi đàn áp xong cuộc khởi nghĩa Bảy Thưa vào năm 1873, lần đầu tiên Gia Định Báo đã dùng từ "Long Xuyên" thay cho "Đông Xuyên". Theo nghị định ngày 5 tháng 1 năm 1876, hạt Long Xuyên được chính thức dùng thay cho tên gọi "Đông Xuyên" trước đó.
Đồng thời, cũng tách vùng đất huyện Tuân Ngãi thuộc phủ Lạc Hóa, tỉnh Vĩnh Long trước đây để thành lập hạt thanh tra Bắc Trăng, với lỵ sở đặt tại Bắc Trăng.
Ngày 5 tháng 12 năm 1868, hạt thanh tra Cai Lậy bị giải thể, sáp nhập địa bàn vào hạt thanh tra Mỹ Tho kể từ ngày 15 tháng 12 năm 1868. Ngày 23 tháng 2 năm 1869, Hạt thanh tra Chợ Gạo bị giải thể, sáp nhập địa bàn vào hạt Thanh tra Mỹ Tho.
Ngày 20 tháng 10 năm 1869, hạt thanh tra Cai Lậy được lập lại. Ngày 8 tháng 9 năm 1870, giải thể hạt thanh tra Cần Lố và sáp nhập địa bàn vào các hạt thanh tra Sa Đéc và Cái Bè. Cũng nhân sự kiện này, vì lý do an ninh nên dời trụ sở tới chợ Cái Bè nên lại đổi tên gọi hạt thanh tra Cai Lậy trước đó là hạt thanh tra Cái Bè.
Tháng 4 năm 1870, chính quyền Pháp ở Nam Kỳ (đứng đầu là Thống đốc Nam Kỳ) cùng với triều đình vương quốc Cao Miên do Pháp bảo hộ (đứng đầu là vua Norodom I) bắt đầu đàm phán ký kết thỏa ước phân định biên giới. Chính thức điều chỉnh lại biên giới giữa Cao Miên (Campuchia) với Nam Kỳ thuộc Pháp (Cochinchine Française) thay đổi lớn so với biên giới Cao Miên-Nam Kỳ Lục tỉnh tại 2 khu vực: địa phận các hạt thanh tra Trảng Bàng, Tây Ninh (tức vùng lồi Mỏ vịt, nằm kẹp giữa thượng nguồn hai con sông Vàm Cỏ Tây và Vàm Cỏ Đông) thành ra phủ (khet) Svay Téap (ký kết ngày 9 tháng 7 năm 1870), và vùng bờ bắc kênh Vĩnh Tế địa bàn các hạt Hà Tiên, Châu Đốc nhập vào (khet) Tréang, cắt từ đất Nam Kỳ trả về cho Cao Miên.

### Giai đoạn 1871 – 1900

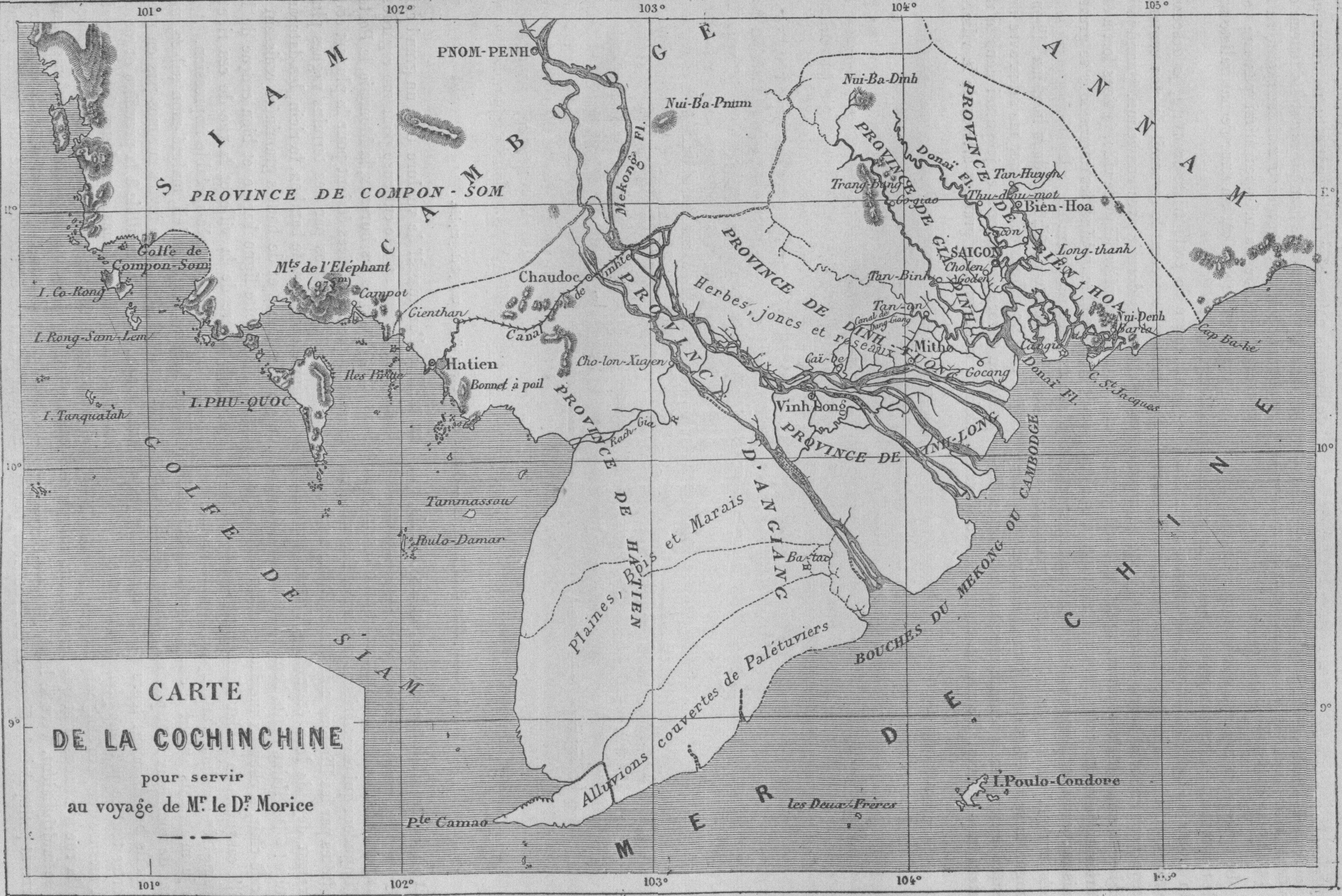
Bản đồ xứ Nam Kỳ 1872 (thời Pháp Thuộc) với sáu tỉnh: Biên Hòa, Gia Định, Định Tường, Vĩnh Long, An Giang, Hà Tiên (vẽ theo hành chính thời nhà Nguyễn độc lập).

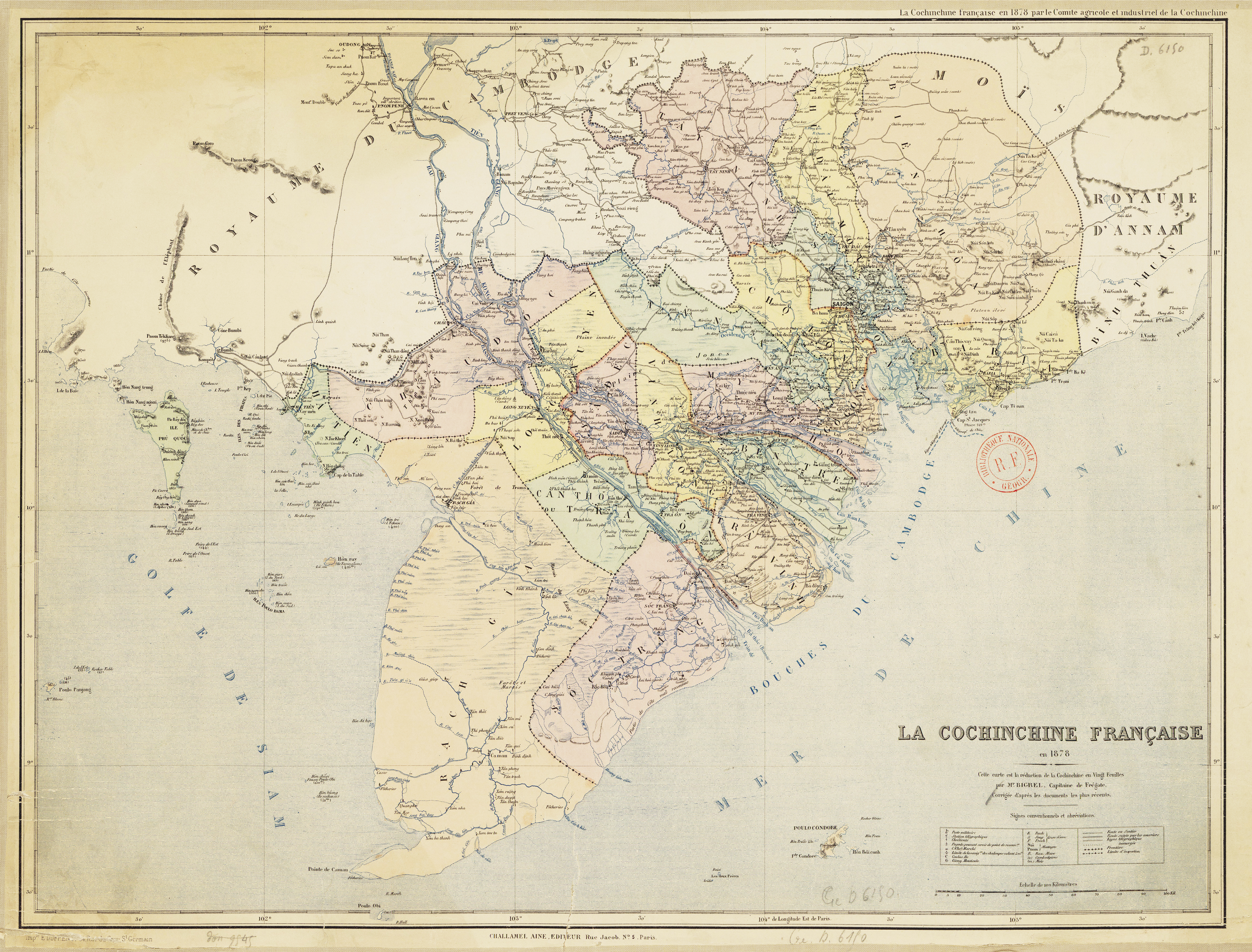
Bản đồ hành chính Nam Kỳ thuộc Pháp (Cochinchine Française) năm 1878

Năm 1874, inspection đổi thành arrondissement (lúc này tiếng Việt gọi là "hạt tham biện", "địa hạt tham biện", "khu tham biện" hay "hạt"). Đứng đầu arrondissement là administrateur, tiếng Việt gọi là Chính tham biện. Dinh hành chính gọi là tòa tham biện nhưng dân cũng quen gọi là tòa bố (giống như dinh quan bố chính của nhà Nguyễn cũ). Tham biện dưới quyền Thống đốc đóng ở Sài Gòn. Giúp việc Chính tham biện là hai phó tham biện; thư ký địa hạt cũng gọi là bang biện tức là secrétaire d'arrondissement. Vào năm 1871, toàn vùng đất Nam Kỳ giảm còn 18 hạt, do giải thể và sáp nhập nhiều hạt thanh tra lại với nhau, cụ thể như sau:
- Giải thể hạt Trảng Bàng nhập địa bàn vào hạt Chợ Lớn và hạt Tây Ninh
- Giải thể hạt Cần Giuộc nhập địa bàn vào hạt Chợ Lớn và hạt Tân An
- Giải thể hạt Cai Lậy nhập địa bàn vào hạt Mỹ Tho
- Giải thể hạt Cái Bè nhập địa bàn vào hạt Mỹ Tho
- Giải thể hạt Bến Tre nhập địa bàn vào hạt Mỏ Cày
- Giải thể hạt Bắc Trăng nhập địa bàn vào hạt Trà Vinh
- Giải thể hạt Cần Thơ nhập địa bàn vào hạt Sa Đéc
- Tách vùng đất Cà Mau ra khỏi hạt Rạch Giá và sáp nhập vào hạt Sóc Trăng
- Tách vùng đất tổng Hưng Long và một phần tổng Mộc Hóa để sáp nhập vào hạt Tân An
- Chia địa bàn tổng Phong Thạnh trước đó thuộc hạt thanh tra Cần Lố và sau đó thuộc về hạt thanh tra Sa Đéc lần lượt cho 3 hạt thanh tra: Châu Đốc, Long Xuyên và Sa Đéc

Ngày 2 tháng 9 năm 1871, dời lỵ sở từ chợ Mỏ Cày về chợ Bến Tre nên hạt Mỏ Cày lại đổi tên thành hạt Bến Tre.
Ngày 18 tháng 12 năm 1871, thực dân Pháp lại tách vùng đất Cà Mau ra khỏi hạt Sóc Trăng để nhập vào hạt Rạch Giá như cũ.
Ngày 30 tháng 4 năm 1872, tách một phần đất đai của các hạt Sa Đéc, Vĩnh Long và Trà Vinh để thành lập hạt Trà Ôn, với lỵ sở đặt tại Trà Ôn, có địa bàn chiếm phần đất vùng đất huyện Phong Phú thuộc tỉnh An Giang vào thời nhà Nguyễn độc lập và sau đó từng có một thời gian ngắn thuộc về hạt thanh tra Cần Thơ.
Năm 1874, hạt Phú Quốc được thành lập, nhưng vì kinh tế không phát triển được nên một năm sau phải giải thể và sáp nhập vào hạt Hà Tiên.
Ngày 14 tháng 5 năm 1875, tách vùng đất thuộc hạt thanh tra Cái Bè cũ tồn tại trước năm 1871 ra khỏi hạt Vĩnh Long và sáp nhập vào hạt Mỹ Tho.
Ngày 5 tháng 1 năm 1876, thực dân Pháp chia Nam Kỳ thành 4 khu vực hành chính lớn, gọi là circonscription administrative, mỗi khu vực lại được chia nhỏ thành các "hạt" hay "tiểu khu" (arrondissement). Ngoại trừ khu vực Sài Gòn là ở miền Đông Nam Bộ, vùng đồng bằng sông Cửu Long lúc bấy giờ có 3 khu vực hành chính như sau:
- Khu vực Mỹ Tho có 4 tiểu khu: Mỹ Tho, Gò Công, Tân An và Chợ Lớn;
- Khu vực Vĩnh Long có 4 tiểu khu: Vĩnh Long, Bến Tre, Trà Vinh và Sa Đéc;
- Khu vực Bassac (Ba Thắc, còn gọi là Hậu Giang) có 6 tiểu khu: Châu Đốc, Hà Tiên, Long Xuyên, Rạch Giá, Trà Ôn và Sóc Trăng.

Ngày 23 tháng 2 năm 1876, Thống đốc Nam Kỳ ra Nghị định mới giải thể hạt Trà Ôn, đồng thời lấy huyện Phong Phú và một phần huyện An Xuyên và Tân Thành để lập hạt tham biện Cần Thơ với thủ phủ là Cần Thơ. Hạt Cần Thơ thuộc khu vực Bassac (Hậu Giang).
Ngày 18 tháng 12 năm 1882, Thống đốc Nam Kỳ lập thêm một hạt (tiểu khu) mới là hạt tham biện Bạc Liêu thuộc khu vực Bassac (Ba Thắc) trên cơ sở tách vùng đất Cà Mau (gồm 3 tổng) của hạt tham biện Rạch Giá hợp với vùng đất Bạc Liêu (gồm 2 tổng) của hạt tham biện Sóc Trăng trước đó, với lỵ sở của hạt đặt tại Bạc Liêu.
Ngày 12 tháng 1 năm 1888, hạt Hà Tiên bị giải thể và cho thuộc về hạt tham biện Châu Đốc, đồng thời hạt Rạch Giá cũng bị giải thể và sáp nhập vào địa bàn hạt Long Xuyên.
Đến ngày 27 tháng 12 năm 1892, hạt tham biện Hà Tiên và hạt tham biện Rạch Giá đều được phục hồi trở lại, tuy nhiên địa bàn hạt tham biện Hà Tiên lúc bấy giờ chỉ còn là vùng đất huyện Hà Châu thuộc tỉnh Hà Tiên cũ.

### Giai đoạn sau năm 1900

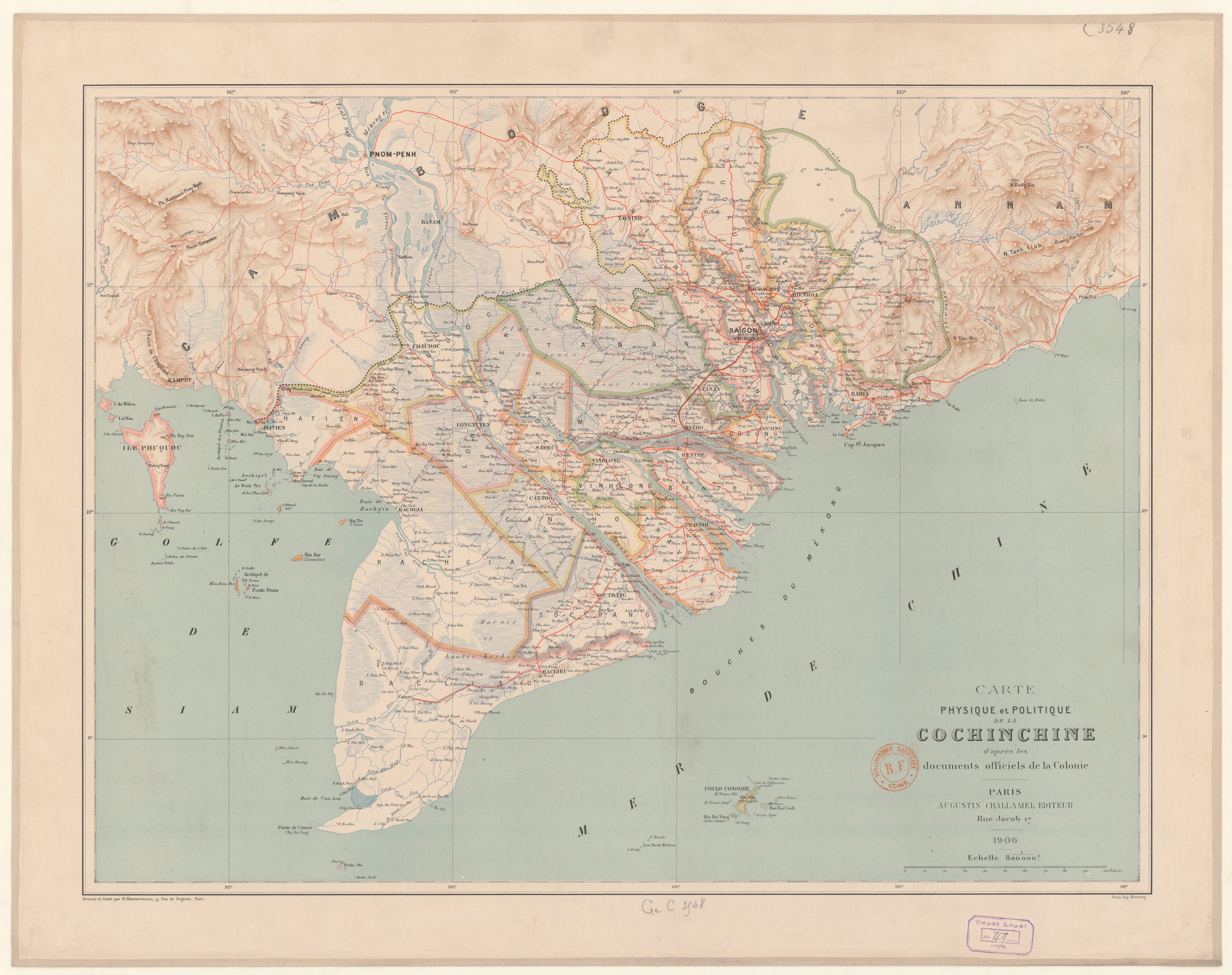
Bản đồ hành chính Nam Kỳ thuộc Pháp năm 1906

Ngày 20 tháng 12 năm 1899, Toàn quyền Đông Dương ra Nghị định đổi tên gọi "hạt" hay "hạt tham biện" thành "tỉnh" (province) kể từ ngày 1 tháng 1 năm 1900. Đặc biệt, lúc bấy giờ tên tỉnh và tên gọi tỉnh lỵ ở các tỉnh miền Tây Nam Kỳ luôn trùng nhau, dễ nhớ, rất thuận tiện trong sinh hoạt và làm việc. Như vậy ở miền Tây Nam Kỳ lúc bấy giờ có 15 tỉnh như sau: Chợ Lớn, Tân An, Mỹ Tho, Gò Công, Vĩnh Long, Bến Tre, Trà Vinh, Sa Đéc, Châu Đốc, Long Xuyên, Rạch Giá, Hà Tiên, Cần Thơ, Sóc Trăng, Bạc Liêu.
Ban đầu, dưới tỉnh (province) là cấp tổng (canton), dưới tổng là cấp làng (village) và dưới làng là các ấp (hemeau) trực thuộc. Ngoại trừ tên gọi các tỉnh và thêm vào đó là tên gọi các ấp có thể là tục danh chữ Nôm cũ và cũng có thể là những từ Hán Việt; còn tên gọi các tổng và các làng lúc bấy giờ đều được sử dụng bằng những mỹ từ Hán Việt cũ như trước đây. Đồng thời, chính quyền thực dân Pháp cũng cho thành lập thêm một số tổng mới và làng mới trên cơ sở chia tách từ các tổng cũ, làng cũ. Tuy nhiên, việc phân chia sắp xếp hành chính này, trong đó cấp tổng trực tiếp thuộc cấp tỉnh của chính quyền thực dân Pháp đã không mang lại nhiều thành công và hiệu quả cho họ trong chính sách cai trị thực dân và khai thác thuộc địa.
Chính vì vậy, từ đầu thập niên 1910, thực dân Pháp lập thêm cấp quận (circonscription) và cơ sở phái viên hành chính (délégation administrative), cấp hành chính trung gian giữa tỉnh và tổng; đứng đầu là viên Chủ quận (Chef de la circonscription) và vị Phái viên hành chính (Délégué administratif) tương ứng. Lúc bấy giờ, ngoại trừ tỉnh Bạc Liêu, thực dân Pháp đều thành lập quận Châu Thành (circonscription de chef-lieu) ở các tỉnh Tây Nam Kỳ. Quận Châu Thành là nơi đặt tỉnh lỵ của tỉnh đó (tỉnh lỵ chỉ thuộc địa phận một làng nhất định thuộc quận này). Riêng ở tỉnh Gò Công, thực dân Pháp lại không thành lập các quận, các tổng trực thuộc tỉnh. Ngoại trừ quận Châu Thành, tên gọi các quận khác thường được lấy theo tên gọi nơi đặt quận lỵ, có khi là tên chợ theo chữ Nôm hoặc Việt hóa tên gọi dân gian theo tiếng Khmer trước đó (chẳng hạn: Cai Lậy, Cái Bè), có khi lại lấy theo tên làng theo chữ Hán Việt (chẳng hạn: Vĩnh Lợi, Vĩnh Châu). Ngoài ra, cũng có một vài tổng nâng lên thành quận và lấy tên gọi cấp tổng trước đó (chẳng hạn: Phú Quốc, Mộc Hóa).
Thời Pháp thuộc, các đơn vị hành chính trực thuộc trong một tỉnh được phân chia, sắp xếp như sau: dưới tỉnh (province) là quận (circonscription), dưới quận là tổng (canton), dưới tổng là làng (village), dưới làng là ấp (hemeau). Sự phân chia, sắp xếp này được duy trì, thực hiện ở cả vùng nông thôn lẫn thành thị. Tên tỉnh và tên quận thường lấy theo tên gọi chữ Nôm, còn tên đơn vị hành chính cấp tổng, làng và ấp thường lấy theo tên gọi chữ Hán Việt.
Thực dân Pháp chủ trương tiết kiệm ngân sách nên cho đến năm 1945 đã có nhiều lần sáp nhập các làng lại với nhau, do vậy vào năm 1945 nếu so sánh với giai đoạn trước thì tổng số làng trong toàn miền Tây Nam Kỳ nói chung và trong từng tỉnh nói riêng đã giảm. Đối với trường hợp ghép tên do sáp nhập làng, người Pháp chủ trương: lấy một từ ở tên mỗi làng, khi ghép lại đặt trước hoặc sau tùy từng trường hợp, miễn nghe thuận tai là được (chẳng hạn: ba làng Thân Nhơn, Cửu Viễn và Nghĩa Hữu ở tỉnh Mỹ Tho nhập lại thành một làng Thân Cửu Nghĩa; sáu làng Tân Phú Đông, Tân Qui Đông, Tân Qui Tây, Tân Hưng, Vĩnh Phước và Hòa Khánh ở tỉnh Sa Đéc nhập lại thành một làng Tân Vĩnh Hòa).
Từ ngày 9 tháng 2 năm 1913, có ba tỉnh bị giải thể và sáp nhập vào tỉnh khác như sau: 
- Tỉnh Gò Công sáp nhập vào tỉnh Mỹ Tho
- Tỉnh Hà Tiên sáp nhập vào tỉnh Châu Đốc
- Tỉnh Sa Đéc sáp nhập vào tỉnh Vĩnh Long.

Đến ngày 9 tháng 2 năm 1924, các tỉnh Gò Công, Hà Tiên và Sa Đéc được tái lập trở lại.
Ngày 18 tháng 12 năm 1928, Toàn quyền Đông Dương ra Nghị định thành lập các thành phố cấp III trực thuộc các tỉnh cùng tên gọi: Bạc Liêu, Cần Thơ, Rạch Giá và Mỹ Tho có Ủy ban thành phố, dưới quyền một viên Thị trưởng do chủ tỉnh bổ nhiệm và có ngân sách riêng. Tuy nhiên, các đô thị này vẫn được gọi phổ biến hơn bằng danh xưng là các "thị xã".
Ngày 16 tháng 1 năm 1930, Pháp chia địa bàn thị xã Rạch Giá (trực thuộc tỉnh Rạch Giá) thành 5 khu vực để đánh thuế.
Ngày 22 tháng 12 năm 1932, địa bàn thị xã Bạc Liêu (trực thuộc tỉnh Bạc Liêu) được chia thành 6 khu phố, bao gồm 5 khu phố nội thị và 1 khu phố ngoại thị.
Ngày 30 tháng 11 năm 1934, chính quyền thực dân Pháp:
- Sắp xếp đất đai thị xã Cần Thơ (trực thuộc tỉnh Cần Thơ) thành 5 khu phố và 1 khu phố ngoại ô để thu thuế thổ trạch.
- Nâng thị xã Rạch Giá lên thành thành phố Rạch Giá và chia địa bàn thành 3 khu phố.

Ngày 31 tháng 1 năm 1935, Toàn quyền Đông Dương lại tiếp tục ra Nghị định thành lập thành phố Long Xuyên là thành phố cấp III trực thuộc tỉnh Long Xuyên. Tuy nhiên, sau này cũng vẫn gọi phổ biến hơn là thị xã Long Xuyên.
Ngày 16 tháng 12 năm 1938, Mỹ Tho được công nhận là thị xã hỗn hợp (còn gọi là Hiệp xã) trực thuộc tỉnh Mỹ Tho.
Ngày 29 tháng 7 năm 1942, thực dân Pháp chia địa bàn Hiệp xã Mỹ Tho thành 4 khu hành chánh.
| Stt | Tên tỉnh   | Tên tỉnh lỵ | Số quận | Tên các quận trực thuộc                               |
| --- | ---------- | ----------- | ------- | ----------------------------------------------------- |
| 1   | Bạc Liêu   | Bạc Liêu    | 5       | Vĩnh Lợi, Vĩnh Châu, Cà Mau, Giá Rai, Quảng An        |
| 2   | Bến Tre    | Bến Tre     | 4       | Châu Thành, Ba Tri, Mỏ Cày, Thạnh Phú                 |
| 3   | Cần Thơ    | Cần Thơ     | 5       | Châu Thành, Ô Môn, Phụng Hiệp, Trà Ôn, Cầu Kè         |
| 4   | Châu Đốc   | Châu Đốc    | 5       | Châu Thành, Tri Tôn, Tịnh Biên, Tân Châu, Hồng Ngự    |
| 5   | Chợ Lớn    | Chợ Lớn     | 4       | Châu Thành, Cần Giuộc, Cần Đước, Đức Hòa              |
| 6   | Gò Công    | Gò Công     | 2       | Châu Thành, Hòa Đồng                                  |
| 7   | Hà Tiên    | Hà Tiên     | 4       | Châu Thành, Hòn Chông, Phú Quốc, Giang Thành          |
| 8   | Long Xuyên | Long Xuyên  | 3       | Châu Thành, Chợ Mới, Thốt Nốt                         |
| 9   | Mỹ Tho     | Mỹ Tho      | 5       | Châu Thành, Chợ Gạo, Cai Lậy, Cái Bè, An Hóa          |
| 10  | Rạch Giá   | Rạch Giá    | 5       | Châu Thành, Giồng Riềng, Gò Quao, Long Mỹ, Phước Long |
| 11  | Sóc Trăng  | Sóc Trăng   | 3       | Châu Thành, Kế Sách, Long Phú                         |
| 12  | Sa Đéc     | Sa Đéc      | 3       | Châu Thành, Lai Vung, Cao Lãnh                        |
| 13  | Tân An     | Tân An      | 4       | Châu Thành, Bình Phước, Thủ Thừa, Mộc Hóa             |
| 14  | Trà Vinh   | Trà Vinh    | 5       | Châu Thành, Bắc Trăng, Cầu Ngang, Càng Long, Tiểu Cần |
| 15  | Vĩnh Long  | Vĩnh Long   | 4       | Châu Thành, Vũng Liêm, Chợ Lách, Tam Bình             |

## Giai đoạn 1945 – 1954
Ngày 23 tháng 9 năm 1945 Nam Bộ kháng chiến bắt đầu, quân Pháp dần dần chiếm lại được các tỉnh thành ở Nam Kỳ và thiết lập lại hệ thống chính quyền cũ. Sau đó các đảng phái quốc gia thỏa hiệp với Pháp thành lập các chính quyền Cộng hòa Tự trị Nam Kỳ và sau đó là Quốc gia Việt Nam do Cựu hoàng Bảo Đại làm Quốc trưởng. Chính vì vậy, trong giai đoạn 1945 – 1954 do có sự tồn tại song song của hai chính quyền là Việt Nam Dân chủ Cộng hòa và chính quyền hợp tác với Pháp, cho nên sự phân chia sắp xếp hành chính ở khu vực này cũng khác nhau theo hai chính quyền đối lập như trên.

#### Việt Nam Dân chủ Cộng hòa
Sau Cách mạng tháng Tám năm 1945, chính quyền kháng chiến của Việt Minh ban đầu có thay đổi tên gọi một số tỉnh ở miền Tây Nam Bộ, chủ yếu là đặt tên tỉnh theo tên của anh hùng dân tộc chống Pháp ở địa phương trước đây. Trong đó, tỉnh Tân An đổi tên thành tỉnh Nguyễn Trung Trực, tỉnh Gò Công đổi tên thành tỉnh Trương Công Định, tỉnh Mỹ Tho đổi tên thành tỉnh Thủ Khoa Huân, tỉnh Bến Tre đổi tên thành tỉnh Đồ Chiểu.
Ngày 9 tháng 10 năm 1945, Hội đồng Chính phủ ra Quyết nghị các kỳ, thành phố, tỉnh và phủ, huyện trong cả nước Việt Nam vẫn giữ tên như cũ, không dùng tên danh nhân để đặt cho các đơn vị hành chính, gây trở ngại trong việc thông tin liên lạc.
Cũng từ năm 1945, danh xưng cấp hành chính "kỳ" được đổi thành "bộ". Như vậy, Nam Kỳ chính thức được đổi thành Nam Bộ cho đến nay và lúc bấy giờ được chia thành 3 khu vực nhỏ hơn: Đông Nam Bộ, Trung Nam Bộ và Tây Nam Bộ. Trong đó, vùng Đồng bằng sông Cửu Long ngày nay thuộc về 2 khu vực là Trung Nam Bộ và Tây Nam Bộ khi đó.
Đồng thời, cấp tổng cũng được bãi bỏ, các làng gọi là "xã". Ở khu vực Trung Kỳ và Bắc Kỳ, do chính quyền thực dân Pháp cho đến năm 1945 vẫn duy trì phân chia hành chính "phủ", "huyện", "thôn" giống như thời nhà Nguyễn độc lập và cũng không thực hiện quá trình hợp nhất các thôn làng lại với nhau nhiều lần giống như ở Nam Kỳ, cho nên sau năm 1945, chính quyền Việt Minh đã quyết định hợp nhất nhiều thôn lại với nhau để thành lập mới các xã, nghĩa là bên dưới cấp xã là các thôn trực thuộc. Tuy nhiên, còn ở khu vực Nam Kỳ nói chung và vùng Đồng bằng sông Cửu Long nói riêng, do chính quyền thực dân Pháp đã nhiều lần thực hiện quá trình hợp nhất các thôn làng lại với nhau, cho nên chính quyền Việt Minh đã quyết định chuyển đổi các làng cũ trở thành các "xã", bên dưới các xã vẫn gồm các ấp trực thuộc như cũ.
Ngày 15 tháng 10 năm 1945, Theo Sắc lệnh của Chủ tịch Hồ Chí Minh, toàn quốc được phân chia lại thành 9 chiến khu, cũng gọi là khu. Trong đó, vùng Đồng bằng sông Cửu Long ngày nay thuộc về Khu 8 (lúc bấy giờ thuộc về khu vực Trung Nam Bộ) và Khu 9 (lúc bấy giờ thuộc về khu vực Tây Nam Bộ):
- Khu 8 có 5 tỉnh: Tân An, Mỹ Tho, Gò Công, Bến Tre, Sa Đéc.
- Khu 9 có 9 tỉnh: Châu Đốc, Hà Tiên, Long Xuyên, Rạch Giá, Bạc Liêu, Trà Vinh, Vĩnh Long, Cần Thơ, Sóc Trăng.

Ngày 12 tháng 9 năm 1947, theo chỉ thị số 50/CT của Ủy ban kháng chiến hành chính Nam Bộ (chính quyền Việt Nam Dân chủ Cộng hòa), lúc bấy giờ có sự thay đổi sắp xếp hành chính của tỉnh Châu Đốc và tỉnh Long Xuyên, thành lập các tỉnh mới có tên là Long Châu Tiền và Long Châu Hậu như sau:
- Tỉnh Long Châu Tiền nằm ở phía bờ trái (tả ngạn) sông Hậu, hai bên sông Tiền và thuộc Khu 8
- Tỉnh Long Châu Hậu nằm ở phía bờ phải (hữu ngạn) sông Hậu và thuộc Khu 9.

Ngày 25 tháng 3 năm 1948, Chủ tịch Hồ Chí Minh ban hành Sắc lệnh số 148-SL quy định các danh từ "phủ", "châu", "quận" đều được bãi bỏ. Cấp trên cấp xã và dưới cấp tỉnh thống nhất gọi là "huyện". Cũng từ năm 1948, theo các Quyết định của Ủy ban kháng chiến hành chính Nam Bộ, các xã là nơi đặt tỉnh lỵ của mỗi tỉnh cũng được nâng cấp thành các "thị xã" trực thuộc tỉnh (các làng này trước năm 1945 đều thuộc quận Châu Thành của tỉnh đó, ngoại trừ tỉnh Bạc Liêu không có quận Châu Thành mà là quận Vĩnh Lợi), còn quận Châu Thành được chuyển thành huyện Châu Thành. Như vậy, lúc bấy giờ tất cả các tỉnh ở miền Tây Nam Bộ đều có một thị xã tỉnh lỵ trực thuộc.
Đến tháng 10 năm 1950, tỉnh Long Châu Hậu hợp nhất với tỉnh Hà Tiên thành tỉnh Long Châu Hà thuộc Khu 9. Tháng 6 năm 1951, tỉnh Long Châu Tiền hợp nhất với tỉnh Sa Đéc thành tỉnh Long Châu Sa thuộc Khu 8.
Ngày 27 tháng 6 năm 1951, Ủy ban kháng chiến hành chính Nam Bộ đã thay đổi sắp xếp hành chính nhiều tỉnh ở miền Tây Nam Bộ như sau:
- Tỉnh Rạch Giá bị giải thể và bị xé lẻ, nhập vào các tỉnh Bạc Liêu, Cần Thơ, Sóc Trăng
- Hợp nhất 3 tỉnh: Mỹ Tho, Tân An, Gò Công thành một tỉnh có tên là tỉnh Mỹ Tho
- Hợp nhất 2 tỉnh Vĩnh Long và Trà Vinh lại thành một tỉnh có tên là tỉnh Vĩnh Trà
- Hợp nhất 2 tỉnh Bà Rịa và Chợ Lớn lại thành một tỉnh có tên là tỉnh Bà Rịa - Chợ Lớn.

Ngày 12 tháng 10 năm 1951, theo Nghị định số 252/NB-51 của Ủy ban kháng chiến hành chính Nam Bộ, các Khu ở Nam Bộ đều bị giải thể, đồng thời chia Liên khu Nam Bộ ra làm hai Phân liên khu:
- Phân liên khu Miền Đông, gồm 5 tỉnh: Gia Định Ninh, Thủ Biên, Bà Rịa - Chợ Lớn, Mỹ Tho, Long Châu Sa
- Phân liên khu Miền Tây, gồm 6 tỉnh: Bến Tre, Vĩnh Trà, Cần Thơ, Sóc Trăng, Bạc Liêu, Long Châu Hà.

### Quốc gia Việt Nam
Tuy nhiên, những việc thay đổi hành chính này lại không được chính quyền Quốc gia Việt Nam của Bảo Đại lúc bấy giờ công nhận. Đến năm 1954, chính quyền Việt Minh đều khôi phục lại tất cả các tỉnh có từ năm 1945 trở về trước.
Trong giai đoạn 1945 – 1954, chính quyền Quốc gia Việt Nam ở Nam Kỳ lại tiến hành dời địa điểm nơi đặt quận lỵ của một số quận và đổi tên các quận này theo tên goi nơi đặt quận lỵ mới, đồng thời cũng thành lập thêm một số quận mới. Chẳng hạn, vào năm 1947, chính quyền Quốc gia Việt Nam ở Nam Kỳ thành lập thêm một số quận mới:
- Thành lập thêm quận Lấp Vò thuộc tỉnh Long Xuyên
- Thành lập thêm các quận Tân Hiệp và Vĩnh Kim thuộc tỉnh Mỹ Tho
- Dời quận lỵ từ làng An Hóa về làng Bình Đại và đổi tên thành quận An Hóa thuộc tỉnh Mỹ Tho thành quận Bình Đại.

Ngày 29 tháng 12 năm 1952, Thủ tướng chính phủ lâm thời Quốc gia Việt Nam ban hành Nghị định số 807-Cub/MI quyết định công nhận 5 đô thị tỉnh lỵ sau ở miền Tây Nam Kỳ trở thành 5 thị xã hỗn hợp (commune mixte) trực thuộc 5 tỉnh cùng tên gọi: Bạc Liêu, Cần Thơ, Rạch Giá, Mỹ Tho và Long Xuyên.

## Giai đoạn 1954 – 1956
| Stt | Tên tỉnh   | Tên tỉnh lỵ | Tên Thị xã | Số quận | Tên các quận trực thuộc                                                                        |
| --- | ---------- | ----------- | ---------- | ------- | ---------------------------------------------------------------------------------------------- |
| 1   | Bạc Liêu   | Bạc Liêu    | Bạc Liêu   | 4       | Vĩnh Lợi, Vĩnh Châu, Giá Rai, Cà Mau                                                           |
| 2   | Bến Tre    | Bến Tre     |            | 4       | Châu Thành, Mỏ Cày, Ba Tri, Thạnh Phú                                                          |
| 3   | Cần Thơ    | Cần Thơ     | Cần Thơ    | 5       | Châu Thành, Ô Môn, Phụng Hiệp, Trà Ôn, Cầu Kè                                                  |
| 4   | Châu Đốc   | Châu Đốc    |            | 5       | Châu Thành, Tri Tôn, Tịnh Biên, Tân Châu, Hồng Ngự                                             |
| 5   | Chợ Lớn    | Chợ Lớn     |            | 4       | Gò Đen, Đức Hòa, Cần Giuộc, Cần Đước                                                           |
| 6   | Gò Công    | Gò Công     |            | 2       | Châu Thành, Hòa Đồng                                                                           |
| 7   | Hà Tiên    | Hà Tiên     |            | 4       | Châu Thành, Giang Thành, Hòn Chông, Phú Quốc                                                   |
| 8   | Long Xuyên | Long Xuyên  | Long Xuyên | 5       | Châu Thành, Núi Sập, Chợ Mới, Thốt Nốt, Lấp Vò                                                 |
| 9   | Mỹ Tho     | Mỹ Tho      | Mỹ Tho     | 5       | Châu Thành, Chợ Gạo, Cai Lậy, Cái Bè, Bình Đại                                                 |
| 10  | Rạch Giá   | Rạch Giá    | Rạch Giá   | 4       | Châu Thành, Giồng Riềng, Gò Quao, Tân Hiệp                                                     |
| 11  | Sóc Trăng  | Sóc Trăng   |            | 9       | Châu Thành, Kế Sách, Long Phú, Thạnh Trị, Long Mỹ, Bãi Xàu, Bố Thảo, Lịch Hội Thượng, An Phước |
| 12  | Sa Đéc     | Sa Đéc      |            | 3       | Châu Thành, Lai Vung, Cao Lãnh                                                                 |
| 13  | Tân An     | Tân An      |            | 4       | Châu Thành, Tân Trụ, Thủ Thừa, Mộc Hóa                                                         |
| 14  | Trà Vinh   | Trà Vinh    |            | 5       | Châu Thành, Trà Cú, Tiểu Cần, Càng Long, Cầu Ngang                                             |
| 15  | Vĩnh Long  | Vĩnh Long   |            | 5       | Châu Thành, Vũng Liêm, Chợ Lách, Tam Bình, Cái Nhum                                            |

## Giai đoạn 1956 – 1975

#### Việt Nam Cộng hòa
Thời Việt Nam Cộng hòa (1954 – 1975), khu vực miền Tây Nam Bộ được gọi là Tây Nam Phần.
Sau năm 1956, các "làng" gọi là "xã". Các đơn vị hành chính trực thuộc trong một tỉnh được phân chia, sắp xếp như sau: dưới "tỉnh" là "quận", dưới "quận" là "tổng", dưới "tổng" là "xã", dưới "xã" là "ấp". Sự phân chia, sắp xếp này được duy trì, thực hiện ở cả vùng nông thôn lẫn thành thị. Từ năm 1962, chính quyền bỏ dần đến năm 1965, thì bỏ hẳn cấp "tổng", các "xã" trực tiếp thuộc các "quận".
Ban đầu, chính quyền Quốc gia Việt Nam và sau đó là Việt Nam Cộng hòa vẫn duy trì tên gọi tất cả các tỉnh đã có từ thời Pháp thuộc ở miền Tây Nam Phần.
Ngày 17 tháng 2 năm 1956, Tổng thống Việt Nam Cộng hòa Ngô Đình Diệm đồng loạt ban hành các Sắc lệnh về việc thành lập các tỉnh mới ở miền Tây Nam Phần có tên như sau: Tam Cần, Phong Thạnh, Mộc Hóa. 
- Sắc lệnh số 16-NV thành lập tỉnh Tam Cần bao gồm một phần đất của các tỉnh Cần Thơ, Vĩnh Long, Trà Vinh trước đó. Tỉnh lỵ đặt tại Trà Ôn. Cuối năm 1956 tỉnh Tam Cần bị giải thể
- Sắc lệnh số 21-NV thành lập tỉnh Mộc Hóa bao gồm phần lớn đất đai của tỉnh Tân An trước đó. Tỉnh lỵ đặt tại Mộc Hóa
- Sắc lệnh số 22-NV thành lập tỉnh Phong Thạnh bao gồm một phần đất của các tỉnh Châu Đốc, Long Xuyên và Sa Đéc trước đó. Tỉnh lỵ đặt tại Cao Lãnh.

Đến ngày 9 tháng 3 năm 1956, chính quyền Việt Nam Cộng hòa lại ban hành Sắc lệnh số 32-NV cho thành lập thêm tỉnh Cà Mau, trên cơ sở tách đất từ tỉnh Bạc Liêu trước đó. Tỉnh lỵ đặt tại Cà Mau.
Ngày 28 tháng 8 năm 1956, chính quyền Việt Nam Cộng hòa ban hành Dụ số 50 về việc bãi bỏ quy chế thị xã. Theo quyết định này, bãi bỏ Dụ số 13 ban hành ngày 30 tháng 5 năm 1954 về quy chế thị xã. Những thị xã hiện đặt dưởi quy chế trên, từ nay sẽ theo chế độ thôn, xã và được quản tri bởi một ủy ban hành chính do tỉnh trường bồ nhiệm. Theo đó, tiến hành giải thể các thị xã hỗn hợp là Bạc Liêu, Cần Thơ, Rạch Giá, Mỹ Tho và Long Xuyên vốn được lập nên trước đó.
Ngày 22 tháng 10 năm 1956, Tổng thống Việt Nam Cộng hòa Ngô Đình Diệm ký Sắc lệnh số 143-NV để "thay đổi địa giới và tên Đô thành Sài Gòn – Chợ Lớn cùng các tỉnh và tỉnh lỵ tại Việt Nam". Địa giới và địa danh các tỉnh ở miền Nam thay đổi nhiều, một số tỉnh mới được thành lập. Theo Sắc lệnh này, địa phận Nam Phần của Việt Nam Cộng hòa gồm Đô thành Sài Gòn và 22 tỉnh, riêng ở miền Tây Nam Phần bao gồm 11 tỉnh có tên như sau: An Xuyên, Ba Xuyên, An Giang, Kiên Giang, Phong Dinh, Vĩnh Long, Kiến Hòa, Vĩnh Bình, Kiến Phong, Kiến Tường, Định Tường. Các tỉnh mới này được thành lập trên cơ sở đổi tên tỉnh hoặc do hợp nhất 2 tỉnh lại với nhau, cụ thể như sau:
- Hợp nhất tỉnh Chợ Lớn và tỉnh Tân An lại thành tỉnh Long An
- Hợp nhất tỉnh Mỹ Tho và tỉnh Gò Công lại thành tỉnh Định Tường
- Hợp nhất tỉnh Long Xuyên và tỉnh Châu Đốc lại thành tỉnh An Giang
- Hợp nhất tỉnh Sóc Trăng và tỉnh Bạc Liêu lại thành tỉnh Ba Xuyên
- Hợp nhất tỉnh Rạch Giá và tỉnh Hà Tiên lại thành tỉnh Kiên Giang
- Giải thể tỉnh Sa Đéc sáp nhập vào địa bàn tỉnh Vĩnh Long
- Đổi tên tỉnh Cà Mau thành tỉnh An Xuyên
- Đổi tên tỉnh Cần Thơ thành tỉnh Phong Dinh
- Đổi tên tỉnh Bến Tre thành tỉnh Kiến Hòa
- Đổi tên tỉnh Trà Vinh thành tỉnh Vĩnh Bình
- Đổi tên tỉnh Phong Thạnh thành tỉnh Kiến Phong
- Đổi tên tỉnh Mộc Hóa thành tỉnh Kiến Tường
- Giữ nguyên tên tỉnh Vĩnh Long.

Tên các tỉnh lỵ lúc bấy giờ cũng bị thay đổi như sau:
- Bến Tre đổi tên thành Trúc Giang (tỉnh lỵ tỉnh Kiến Hòa)
- Trà Vinh đổi tên thành Phú Vinh (tỉnh lỵ tỉnh Vĩnh Bình)
- Sóc Trăng đổi tên thành Khánh Hưng (tỉnh lỵ tỉnh Ba Xuyên)
- Cà Mau đổi tên thành Quản Long (tỉnh lỵ tỉnh An Xuyên)

Riêng tên các tỉnh lỵ sau đây thì vẫn được giữ nguyên và không bị thay đổi: Mỹ Tho (tỉnh lỵ tỉnh Định Tường), Cần Thơ (tỉnh lỵ tỉnh Phong Dinh), Rạch Giá (tỉnh lỵ tỉnh Kiên Giang), Long Xuyên (tỉnh lỵ tỉnh An Giang), Tân An (tỉnh lỵ tỉnh Long An), Mộc Hóa (tỉnh lỵ tỉnh Kiến Tường), Vĩnh Long (tỉnh lỵ tỉnh Vĩnh Long), Cao Lãnh (tỉnh lỵ tỉnh Kiến Phong).
Ngày 24 tháng 10 năm 1956, Tổng thống Việt Nam Cộng hòa Ngô Đình Diệm ký sắc lệnh phân chia lại địa giới các quân khu, theo đó thành lập mới Đệ ngũ Quân khu, gồm có 13 tỉnh: Long An, Kiến Tường, Kiến Phong, Định Tường, Kiến Hòa, Vĩnh Long, Vĩnh Bình, An Giang, Phong Dinh, Ba Xuyên, Kiên Giang, An Xuyên và Côn Sơn.
| Stt | Tên tỉnh   | Tên tỉnh lỵ | Số quận | Tên các quận trực thuộc                                                                  | Tên tỉnh cũ (1956)  |
| --- | ---------- | ----------- | ------- | ---------------------------------------------------------------------------------------- | ------------------- |
| 1   | An Giang   | Long Xuyên  | 8       | Châu Thành, Núi Sập, Chợ Mới, Thốt Nốt, Châu Phú, Tri Tôn, Tịnh Biên, Tân Châu           | Long Xuyên Châu Đốc |
| 2   | An Xuyên   | Quản Long   | 6       | Quản Long, Thới Bình, Sông Ông Đốc, Đầm Dơi, Cái Nước, Năm Căn                           | Cà Mau              |
| 3   | Ba Xuyên   | Khánh Hưng  | 8       | Châu Thành, Bố Thảo, Thạnh Trị, Long Phú, Lịch Hội Thượng, Vĩnh Lợi, Giá Rai, Phước Long | Sóc Trăng Bạc Liêu  |
| 4   | Định Tường | Mỹ Tho      | 7       | Châu Thành, Chợ Gạo, Bến Tranh, Cai Lậy, Cái Bè, Gò Công, Hòa Đồng                       | Mỹ Tho Gò Công      |
| 5   | Kiên Giang | Rạch Giá    | 6       | Kiên Thành, Kiên Tân, Kiên An, Kiên Bình, Hà Tiên, Phú Quốc                              | Rạch Giá Hà Tiên    |
| 6   | Kiến Hòa   | Trúc Giang  | 7       | Trúc Giang, Ba Tri, Bình Đại, Giồng Trôm, Hàm Long, Mỏ Cày, Thạnh Phú                    | Bến Tre             |
| 7   | Kiến Phong | Cao Lãnh    | 4       | Cao Lãnh, Mỹ An, Thanh Bình, Hồng Ngự                                                    | Phong Thạnh         |
| 8   | Kiến Tường | Mộc Hóa     | 3       | Châu Thành, Ấp Bắc, Tuyên Bình                                                           | Mộc Hóa             |
| 9   | Long An    | Tân An      | 7       | Bình Phước, Thủ Thừa, Tân Trụ, Bến Lức, Cần Giuộc, Cần Đước, Đức Hòa                     | Chợ Lớn Tân An      |
| 10  | Phong Dinh | Cần Thơ     | 5       | Châu Thành, Ô Môn, Phụng Hiệp, Long Mỹ, Kế Sách                                          | Cần Thơ             |
| 11  | Vĩnh Bình  | Phú Vinh    | 9       | Châu Thành, Càng Long, Cầu Kè, Cầu Ngang, Long Toàn, Tiểu Cần, Trà Cú, Trà Ôn, Vũng Liêm | Trà Vinh            |
| 12  | Vĩnh Long  | Vĩnh Long   | 6       | Châu Thành, Chợ Lách, Tam Bình, Bình Minh, Sa Đéc, Lấp Vò                                | Vĩnh Long Sa Đéc    |

Ngày 22 tháng 10 năm 1956, chính phủ VNCH quyết định hợp 2 tỉnh Tân An và Chợ Lớn thành tỉnh Long An.
Ngày 5 tháng 4 năm 1959, thiết lập tòa đại biểu chính phủ Việt Nam Cộng hòa tại tây nam Nam Phần, bao gồm các tỉnh: An Xuyên, Long An, Định Tường, Kiến Tường, Kiến Phong, Kiến Hòa, Vĩnh Bình, Vĩnh Long, An Giang, Kiên Giang, Phong Dinh, Ba Xuyên. Trụ sở đặt tại Cần Thơ
Ngày 16 tháng 4 năm 1959, Tổng thống Việt Nam Cộng hoà ký sắc lệnh phân chia lại địa giới một số quân khu, theo đó Đệ ngũ Quân khu gồm có 12 tỉnh: Kiến Tường, Kiến Phong, Định Tường, Kiến Hòa, Vĩnh Long, Vĩnh Bình, An Giang, Phong Dinh, Ba Xuyên, Kiên Giang, An Xuyên và Côn Sơn. Riêng Quân khu Thủ đô gồm có: Thủ đô Sài Gòn, tỉnh Gia Định, tỉnh Long An.
Ngày 21 tháng 1 năm 1961, Tổng thống Ngô Đình Diệm ban hành Sắc lệnh số 244-NV cho thành lập thêm tỉnh Chương Thiện trên cơ sở tách một phần đất đai từ các tỉnh Phong Dinh (các quận Đức Long và Long Mỹ), Kiên Giang (các quận Kiên Long và Kiên Hưng) và Ba Xuyên (quận Phước Long). Tỉnh lỵ có tên là Vị Thanh.
Ngày 1 tháng 6 năm 1961, Quân khu Thủ đô đổi thành Biệt khu Thủ đô gồ có Đô thành Sài Gòn, tỉnh Gia Định và Đặc khu Côn Sơn, tiểu khu Long An chuyển sang trực thuộc Quân khu 3, do đó tỉnh Long An thuộc về khu vực miền Đông Nam Phần.
Ngày 15 tháng 10 năm 1963, Tổng thống Việt Nam Cộng hòa Ngô Đình Diệm lại ban hành Sắc lệnh số 124-NV thành lập tỉnh Hậu Nghĩa từ phần đất tách ra của các tỉnh Long An (các quận Đức Hòa và Đức Huệ), Bình Dương (quận Củ Chi) và Tây Ninh (quận Trảng Bàng). Tỉnh lỵ đặt tại Bàu Trai, nhưng lúc này lại có tên gọi mới là Khiêm Cường.
Ngày 1 tháng 11 năm 1963, chính quyền Đệ nhất Cộng hòa của Việt Nam Cộng hòa bị lật đổ, Tổng thống Ngô Đình Diệm bị ám sát. Chính phủ mới của Việt Nam Cộng hòa được thành lập, tiến hành chia tách và trả lại tên gọi cho một vài tỉnh vốn đã bị giải thể và sáp nhập vào các tỉnh khác trước đây, cụ thể như sau:
- Ngày 20 tháng 12 năm 1963, Thủ tướng Chính phủ lâm thời Việt Nam Cộng hòa ban hành Sắc lệnh số 36-TTP tái lập tỉnh Gò Công. Tỉnh lỵ có tên là Gò Công.
- Ngày 8 tháng 9 năm 1964, Thủ tướng Chính phủ Việt Nam Cộng hòa đồng loạt ban hành các Sắc lệnh tái lập tỉnh, quy định các tỉnh này chính thức đi vào hoạt động kể từ ngày 1 tháng 10 năm 1964 như sau: 
  - Sắc lệnh số 245-NV tái lập tỉnh Bạc Liêu. Tỉnh lỵ có tên là Vĩnh Lợi
  - Sắc lệnh số 246-NV tái lập tỉnh Châu Đốc. Tỉnh lỵ có tên là Châu Phú
- Ngày 24 tháng 9 năm 1966, Chủ tịch Ủy ban lãnh đạo Quốc gia thuộc chính quyền Việt Nam Cộng hòa Ban hành Sắc lệnh số 162-SL/ĐUHC tái lập tỉnh Sa Đéc. Tỉnh lỵ có tên là Sa Đéc. Tỉnh Sa Đéc chính thức đi vào hoạt động kể từ ngày 23 tháng 12 năm 1966.[82][83]

Ngày 9 tháng 12 năm 1965, Chủ tịch Ủy ban Hành pháp chính quyền Việt Nam Cộng hòa là Nguyễn Cao Kỳ đã ký ban hành Nghị định phân chia Nam Việt Nam thành 4 vùng chiến thuật, Quân khu Thủ đô và Đặc khu Rừng Sác. Theo đó, Vùng 4 Chiến thuật, gồm có 15 tỉnh: Kiến Tường, Định Tường, Gò Công, Kiến Hòa, Kiến Phong, Vĩnh Long, Vĩnh Bình, Châu Đốc, An Giang, Kiên Giang, Phong Dinh, Chương Thiện, Bạc Liêu, Ba Xuyên, An Xuyên. Tháng 7 năm 1970, các "Vùng chiến thuật" được đổi tên trở lại thành các "Quân khu", trong đó có Quân khu 4 với Bộ chỉ huy đặt ở Cần Thơ.
Thời Việt Nam Cộng hòa, tên gọi quận Châu Thành ở một số tỉnh miền Tây Nam Phần bị thay đổi thành tên gọi quận khác như sau:
- Quận Châu Thành ở tỉnh Gò Công bị giải thể, chia ra thành 2 quận là Hòa Lạc và Hòa Tân;
- Quận Châu Thành ở tỉnh Kiến Hòa (tỉnh Bến Tre cũ) bị đổi tên thành quận Trúc Giang (sau khi đã tách ra và thành lập quận Hàm Long);
- Quận Châu Thành ở tỉnh Sa Đéc bị đổi tên thành quận Đức Thịnh (sau khi đã tách ra và thành lập quận Đức Tôn);
- Quận Châu Thành ở tỉnh Châu Đốc bị đổi tên thành quận Châu Phú (sau khi đã tách ra và thành lập quận An Phú);
- Quận Châu Thành ở tỉnh Kiên Giang (tỉnh Rạch Giá cũ) bị đổi tên thành quận Kiên Thành (sau khi đã tách ra và thành lập quận Kiên Tân);
- Quận Châu Thành ở tỉnh Ba Xuyên (tỉnh Sóc Trăng cũ) bị đổi tên thành quận Mỹ Xuyên (sau khi đã tách ra và thành lập quận Thuận Hòa);
- Quận Châu Thành ở tỉnh An Xuyên (tỉnh Cà Mau cũ) bị đổi tên thành quận Quản Long.

Ngày 24 tháng 9 năm 1966, chính phủ VNCH quyết định tái lập tỉnh Sa Đéc tách ra từ tỉnh Vĩnh Long. Tính đến thời điểm này miền Tây Nam Phần có tất cả là 16 tỉnh.
| Stt | Tên tỉnh     | Tên tỉnh lỵ | Số quận | Tên các quận trực thuộc                                                                               |
| --- | ------------ | ----------- | ------- | --- |
| 1   | An Giang     | Long Xuyên  | 4       | Châu Thành, Huệ Đức, Chợ Mới, Thốt Nốt                                                                |
| 2   | An Xuyên     | Quản Long   | 6       | Quản Long, Thới Bình, Sông Ông Đốc, Đầm Dơi, Cái Nước, Năm Căn                                        |
| 3   | Ba Xuyên     | Khánh Hưng  | 8       | Mỹ Xuyên, Thuận Hòa, Kế Sách, Thạnh Trị, Ngã Năm, Long Phú, Lịch Hội Thượng, Hòa Tú                   |
| 4   | Bạc Liêu     | Vĩnh Lợi    | 4       | Vĩnh Lợi, Vĩnh Châu, Giá Rai, Phước Long                                                              |
| 5   | Châu Đốc     | Châu Phú    | 5       | Châu Phú, Tri Tôn, Tịnh Biên, Tân Châu, An Phú                                                        |
| 6   | Chương Thiện | Vị Thanh    | 5       | Đức Long, Long Mỹ, Kiên Long, Kiên Hưng, Kiến Thiện                                                   |
| 7   | Định Tường   | Mỹ Tho      | 8       | Châu Thành, Chợ Gạo, Bến Tranh, Sầm Giang, Cai Lậy, Cái Bè, Giáo Đức, Hậu Mỹ                          |
| 8   | Gò Công      | Gò Công     | 4       | Hòa Đồng, Hòa Lạc, Hòa Tân, Hòa Bình                                                                  |
| 9   | Kiên Giang   | Rạch Giá    | 8       | Kiên Thành, Kiên Tân, Kiên An, Kiên Lương, Kiên Bình, Hiếu Lễ, Hà Tiên, Phú Quốc                      |
| 10  | Kiến Hòa     | Trúc Giang  | 10      | Trúc Giang, Ba Tri, Bình Đại, Đôn Nhơn, Giồng Trôm, Hàm Long, Hương Mỹ, Mỏ Cày, Thạnh Phú, Phước Hưng |
| 11  | Kiến Phong   | Cao Lãnh    | 6       | Cao Lãnh, Kiến Văn, Mỹ An, Thanh Bình, Đồng Tiến, Hồng Ngự                                            |
| 12  | Kiến Tường   | Mộc Hóa     | 4       | Châu Thành, Kiến Bình, Tuyên Bình, Tuyên Nhơn                                                         |
| 13  | Phong Dinh   | Cần Thơ     | 7       | Châu Thành, Phong Phú, Phụng Hiệp, Thuận Nhơn, Thuận Trung, Phong Điền, Phong Thuận                   |
| 14  | Sa Đéc       | Sa Đéc      | 4       | Đức Thịnh, Đức Thạnh, Đức Tôn, Lấp Vò                                                                 |
| 15  | Vĩnh Bình    | Phú Vinh    | 7       | Châu Thành, Càng Long, Cầu Kè, Cầu Ngang, Long Toàn, Tiểu Cần, Trà Cú                                 |
| 16  | Vĩnh Long    | Vĩnh Long   | 7       | Châu Thành, Minh Đức, Vũng Liêm, Chợ Lách, Tam Bình, Trà Ôn, Bình Minh                                |

Năm 1970, Thủ tướng chính quyền Việt Nam Cộng hòa là ông Trần Thiện Khiêm đã ban hành các Sắc lệnh cho cải biến và tái lập lập ở miền Tây Nam Phần 3 thị xã tự trị trực thuộc chính quyền Trung ương Việt Nam Cộng hòa, tương đương cấp tỉnh lúc bấy giờ là thị xã Mỹ Tho, thị xã Cần Thơ và thị xã Rạch Giá. Cụ thể như sau:
- Ngày 30 tháng 9: ban hành Sắc lệnh số 114-SL/NV cải biến xã Điều Hòa thuộc quận Châu Thành, tỉnh Định Tường thành "thị xã Mỹ Tho"
- Ngày 30 tháng 9: ban hành Sắc lệnh số 115-SL/NV cải biến xã Tân An và các phần đất phụ cận (bao gồm xã Thuận Đức, ấp Lợi Nguyên thuộc xã An Bình và ấp Bình Nhựt thuộc xã Long Tuyền) thuộc quận Châu Thành, tỉnh Phong Dinh thành "thị xã Cần Thơ".
- Ngày 20 tháng 11: ban hành Sắc lệnh số 144-SL/NV cải biến hai xã Vĩnh Thanh Vân và An Hòa thuộc quận Kiên Thành, tỉnh Kiên Giang thành "thị xã Rạch Giá"

Ngày 7 tháng 6 năm 1971, chính quyền Việt Nam Cộng hòa ban hành Nghị định số 585-NĐ/NV thành lập tại thị xã Cần Thơ 2 quận lấy tên là quận 1 (quận Nhứt) và quận 2 (quận Nhì). Địa phận của 2 quận này được phân chia thành 8 khu phố trực thuộc. Trong đó quận 1 (quận Nhứt) có 5 khu phố: An Lạc, An Cư, An Nghiệp, An Hòa, An Thới và quận 2 (quận Nhì) có 3 khu phố: Hưng Lợi, Hưng Phú, Hưng Thạnh.
Ngày 7 tháng 6 năm 1971, chính quyền Việt Nam Cộng hòa cũng ban hành Nghị định chia địa phận thị xã Rạch Giá thành 6 khu phố trực thuộc: Vĩnh Thanh Vân, Vĩnh Thanh, Vĩnh Lạc, Vĩnh Hiệp, An Hoà, Phó Cơ Điều.
Ngày 10 tháng 6 năm 1971, Tổng trưởng Nội vụ chính quyền Việt Nam Cộng hòa ban hành Nghị định số 493-BNV/HCĐP/26/ĐT/NĐ chia địa phận thị xã Mỹ Tho thành 6 khu phố trực thuộc: 1, 2, 3, 4, 5, 6.
Ngày 22 tháng 8 năm 1972, Tổng trưởng Nội vụ chính quyền Việt Nam Cộng hòa lạo ban hành Nghị định số 553BNV/HCĐP/NĐ, đối các danh xưng khu phố của thị xã thành "phường".
| Stt | Tên thị xã | Dân số (1974) | Số quận | Đơn vị hành chính trực thuộc                                                        | Chú thích                                  |
| --- | ---------- | ------------- | ------- | ----------------------------------------------------------------------------------- | ------------------------------------------ |
| 1   | Cần Thơ    | 182.424       | 2       | 8 phường: An Lạc, An Cư, An Nghiệp, An Hòa, An Thới, Hưng Lợi, Hưng Phú, Hưng Thạnh | Thị xã tự trị kiêm tỉnh lỵ tỉnh Phong Dinh |
| 2   | Mỹ Tho     | 119.892       | 1       | 6 phường: 1, 2, 3, 4, 5, 6                                                          | Thị xã tự trị kiêm tỉnh lỵ tỉnh Định Tường |
| 3   | Rạch Giá   | 99.933        | 1       | 6 phường: Vĩnh Thanh Vân, Vĩnh Thanh, Vĩnh Lạc, Vĩnh Hiệp, An Hoà, Phó Cơ Điều      | Thị xã tự trị kiêm tỉnh lỵ tỉnh Kiên Giang |

#### Chính quyền cách mạng
Tuy nhiên, chính quyền Mặt trận dân tộc giải phóng miền Nam Việt Nam (sau này là Chính phủ Cách mạng lâm thời Cộng hòa miền Nam Việt Nam) và Việt Nam Dân chủ Cộng hòa hầu như không công nhận tên gọi các tỉnh mới ở miền Tây lúc bấy giờ, mà thay vào đó vẫn sử dụng các tên gọi tỉnh cũ trước đây. Riêng tên gọi các tỉnh Long An, An Giang, Kiến Phong và Kiến Tường thì vẫn được chính quyền Cách mạng sử dụng. Cụ thể như sau:
- Thành lập mới các tỉnh Kiến Phong và Kiến Tường có địa giới hành chính giống như phía VNCH
- Hợp nhất tỉnh Chợ Lớn và tỉnh Tân An lại thành tỉnh Long An
- Hợp nhất tỉnh Mỹ Tho và tỉnh Gò Công lại thành tỉnh Mỹ Tho (VNCH gọi là tỉnh Định Tường)
- Hợp nhất tỉnh Long Xuyên và tỉnh Châu Đốc lại thành tỉnh An Giang
- Hợp nhất tỉnh Sóc Trăng và tỉnh Bạc Liêu lại thành tỉnh Sóc Trăng (VNCH gọi là tỉnh Ba Xuyên)
- Hợp nhất tỉnh Rạch Giá và tỉnh Hà Tiên lại thành tỉnh Rạch Giá (VNCH gọi là tỉnh Kiên Giang)
- Giải thể tỉnh Sa Đéc, sáp nhập vào địa bàn tỉnh Vĩnh Long
- Giữ nguyên tên gọi các tỉnh: Cần Thơ, Bến Tre, Trà Vinh, Cà Mau, Vĩnh Long

Năm 1957, địa bàn miền Tây Nam Bộ tương ứng với Khu 8 và Khu 9, bao gồm 12 tỉnh: Long An, Kiến Tường, Kiến Phong, Mỹ Tho, Vĩnh Long, Bến Tre, Trà Vinh, An Giang, Cần Thơ, Rạch Giá, Sóc Trăng, Cà Mau
| Stt | Tên tỉnh phía Cách mạng | Thị xã trực thuộc   | Huyện trực thuộc                                                                                   | Thuộc khu | Tên tỉnh phía VNCH      |
| --- | ----------------------- | ------------------- | -------------------------------------------------------------------------------------------------- | --------- | ----------------------- |
| 1   | An Giang                | Long Xuyên Châu Đốc | Châu Thành, Huệ Đức, Châu Phú, Tri Tôn, Tịnh Biên, Tân Châu, An Phú, Phú Tân                       | 8         | An Giang Châu Đốc       |
| 2   | Cà Mau                  | Cà Mau              | Châu Thành, Thới Bình, Giá Rai, Trần Văn Thời, Ngọc Hiển, Duyên Hải                                | 9         | An Xuyên                |
| 3   | Sóc Trăng               | Sóc Trăng Bạc Liêu  | Châu Thành, Mỹ Xuyên, Thạnh Trị, Long Phú, Lịch Hội Thượng, Vĩnh Châu, Vĩnh Lợi, Hồng Dân          | 9         | Ba Xuyên Bạc Liêu       |
| 4   | Mỹ Tho                  | Mỹ Tho              | Châu Thành Bắc, Châu Thành Nam, Chợ Gạo, Cai Lậy, Cái Bè                                           | 8         | Định Tường              |
| 5   | Gò Công                 | Gò Công             | Gò Công Đông, Gò Công Tây                                                                          | 8         | Gò Công                 |
| 6   | Rạch Giá                | Rạch Giá            | Châu Thành A, Châu Thành B, Tân Hiệp, An Biên, Vĩnh Thuận, Gò Quao, Giồng Riềng, Hà Tiên, Phú Quốc | 9         | Kiên Giang Chương Thiện |
| 7   | Bến Tre                 | Bến Tre             | Châu Thành Đông, Châu Thành Tây, Ba Tri, Bình Đại, Giồng Trôm, Mỏ Cày, Thạnh Phú, Chợ Lách         | 8         | Kiến Hòa                |
| 8   | Long An                 | Tân An              | Châu Thành, Tân Trụ, Thủ Thừa, Bến Lức, Cần Giuộc, Cần Đước, Đức Hòa và Đức Huệ                    | 8         | Long An Hậu Nghĩa       |
| 9   | Kiến Phong              | Cao Lãnh            | Cao Lãnh, Kiến Văn, Mỹ An, Chợ Mới, Thanh Bình, Tam Nông, Hồng Ngự                                 | 8         | Kiến Phong              |
| 10  | Kiến Tường              |                     | Vùng 2, Vùng 4, Vùng 6, Vùng 8                                                                     | 8         | Kiến Tường              |
| 11  | Cần Thơ                 | Cần Thơ Vị Thanh    | Châu Thành A, Châu Thành B, Ô Môn, Thốt Nốt, Phụng Hiệp, Long Mỹ, Kế Sách                          | 9         | Phong Dinh Chương Thiện |
| 12  | Trà Vinh                | Trà Vinh            | Châu Thành, Càng Long, Cầu Kè, Cầu Ngang, Duyên Hải, Tiểu Cần, Trà Cú                              | 9         | Vĩnh Bình               |
| 13  | Vĩnh Long               | Vĩnh Long Sa Đéc    | Châu Thành, Cái Nhum, Vũng Liêm, Tam Bình, Trà Ôn, Bình Minh, Sa Đéc, Lấp Vò                       | 9         | Vĩnh Long Sa Đéc        |

Năm 1967, Trung ương Cục miền Nam quyết định tách thị xã Mỹ Tho ra khỏi tỉnh Mỹ Tho để thành lập thành phố Mỹ Tho trực thuộc Khu 8.
Tháng 8 năm 1968, tái lập tỉnh Gò Công trên cơ sở tách ra từ tỉnh Mỹ Tho.
Năm 1969, tách thị xã Cần Thơ ra khỏi tỉnh Cần Thơ để giao cho Khu 9 quản lý.
Năm 1971, thành lập tỉnh Châu Hà trên cơ sở tách đất từ tỉnh An Giang và tỉnh Rạch Giá.
Đến năm 1972, nâng thị xã Cần Thơ lên trở thành thành phố Cần Thơ trực thuộc Khu 9.
Tháng 11 năm 1973, tái lập tỉnh Bạc Liêu trên cơ sở tách ra từ tỉnh Sóc Trăng.
Tháng 5 năm 1974, giải thể các tỉnh An Giang, Châu Hà và Kiến Phong để tái lập các tỉnh có tên là Long Châu Hà, Long Châu Tiền và Sa Đéc. Tỉnh Sa Đéc lúc này cũng nhận lại phần đất đã bị sáp nhập vào tỉnh Vĩnh Long từ năm 1957.
| STT | Tên Thành phố     | Năm Thành lập | Quận trực thuộc                  | Thuộc khu | Chú thích                                    |
| --- | ----------------- | ------------- | -------------------------------- | --------- | -------------------------------------------- |
| 1   | Thành phố Cần Thơ | 1972          | Quận 1, quận 2 và quận 3         | 9         | Tồn tại độc lập, ngang hàng với tỉnh Cần Thơ |
| 2   | Thành phố Mỹ Tho  | 1967          | Quận 1, quận 2, quận 3 và quận 4 | 8         | Tồn tại độc lập, ngang hàng với tỉnh Mỹ Tho  |

Sau ngày 30 tháng 4 năm 1975, chính quyền quân quản Cộng hòa miền Nam Việt Nam lúc bấy giờ vẫn duy trì tên gọi các tỉnh trực thuộc Khu 8 và Khu 9 như cũ cho đến đầu năm 1976. Lúc này, chính quyền Cách mạng cũng bỏ danh xưng "quận" có từ thời Pháp thuộc và lấy danh xưng "huyện" ("quận" và "phường" dành cho các đơn vị hành chánh tương đương khi đã đô thị hóa).
Vào thời điểm này, Khu 8 và Khu 9 ở miền Tây Nam Bộ có các tỉnh, thành phố trực thuộc như sau:
- Thành phố Mỹ Tho, thành phố Cần Thơ
- 15 tỉnh: Long An, Kiến Tường, Mỹ Tho, Gò Công, Vĩnh Long, Bến Tre, Trà Vinh, Sa Đéc, Long Châu Tiền, Long Châu Hà, Cần Thơ, Rạch Giá, Sóc Trăng, Bạc Liêu, Cà Mau

Ngày 20 tháng 9 năm 1975, Bộ Chính trị ra Nghị quyết số 245-NQ/TW về việc bỏ khu, hợp tỉnh trong toàn quốc "nhằm xây dựng các tỉnh thành những đơn vị kinh tế, kế hoạch và đơn vị hành chính có khả năng giải quyết đến mức cao nhất những yêu cầu về đẩy mạnh sản xuất, tổ chức đời sống vật chất, văn hóa của nhân dân, về củng cố quốc phòng, bảo vệ trị an, và có khả năng đóng góp tốt nhất vào sự nghiệp chung của cả nước". Theo Nghị quyết này, các tỉnh hợp lại sẽ đề nghị Nhà nước quyết định tên và tỉnh lỵ của tỉnh mới. Lúc này, các tỉnh ở miền Tây Nam Bộ ban đầu dự kiến sẽ hợp nhất lại như sau:
- Tỉnh Cà Mau, tỉnh Bạc Liêu và hai huyện Vĩnh Thuận, An Biên của tỉnh Rạch Giá (trừ hai xã Tây Yên và Đông Yên)
- Tỉnh Long Châu Hà, tỉnh Rạch Giá và huyện Thốt Nốt của tỉnh Cần Thơ
- Tỉnh Cần Thơ, tỉnh Sóc Trăng, tỉnh Vĩnh Long, tỉnh Trà Vinh và thành phố Cần Thơ
- Tỉnh Long Châu Tiền, tỉnh Sa Đéc và tỉnh Kiến Tường
- Tỉnh Mỹ Tho, tỉnh Gò Công, tỉnh Long An, tỉnh Bến Tre và thành phố Mỹ Tho

Nhưng đến ngày 20 tháng 12 năm 1975, Bộ Chính trị lại ra Nghị quyết số 19/NQ điều chỉnh lại việc hợp nhất tỉnh ở miền Nam Việt Nam cho sát với tình hình thực tế. Theo đó hợp nhất các tỉnh sau đây thành những tỉnh mới:
- Tỉnh Cà Mau và tỉnh Bạc Liêu
- Tỉnh Cần Thơ (gồm cả huyện Thốt Nốt), tỉnh Sóc Trăng và thành phố Cần Thơ
- Tỉnh Vĩnh Long và tỉnh Trà Vinh
- Tỉnh Mỹ Tho, tỉnh Gò Công và thành phố Mỹ Tho
- Tỉnh Long An và tỉnh Kiến Tường
- Tây Long Châu Tiền và Long Châu Hà (tỉnh An Giang cũ bao gồm của tỉnh Long Xuyên, tỉnh Châu Đốc trừ huyện Thốt Nốt)
- Tỉnh Sa Đéc và tỉnh Kiến Phong cũ
- Tỉnh Bến Tre vẫn để thành tỉnh riêng
- Tỉnh Rạch Giá cũ (bao gồm cả các huyện Hà Tiên, Phú Quốc và Châu Thành A của tỉnh Long Châu Hà) vẫn để thành tỉnh riêng

## Giai đoạn 1976 đến nay
Tháng 2 năm 1976, Chính phủ Cách mạng lâm thời Cộng hòa miền Nam Việt Nam đã ra Nghị định về việc giải thể Khu, hợp nhất tỉnh ở miền Nam. Các tỉnh ở miền Tây Nam Bộ lúc này được hợp nhất như sau:
- Tỉnh Long An (gồm tỉnh Long An và tỉnh Kiến Tường cũ). Tỉnh lỵ: thị xã Tân An
- Tỉnh Tiền Giang (gồm tỉnh Mỹ Tho, tỉnh Gò Công và thành phố Mỹ Tho cũ). Tỉnh lỵ: thành phố Mỹ Tho
- Tỉnh Cửu Long (gồm tỉnh Vĩnh Long và tỉnh Trà Vinh cũ). Tỉnh lỵ: thị xã Vĩnh Long
- Tỉnh Hậu Giang (gồm tỉnh Cần Thơ, tỉnh Sóc Trăng và thành phố Cần Thơ cũ). Tỉnh lỵ: thành phố Cần Thơ
- Tỉnh Đồng Tháp (gồm tỉnh Sa Đéc và tỉnh Kiến Phong cũ). Tỉnh lỵ: thị xã Sa Đéc
- Tỉnh An Giang (gồm một số huyện của tỉnh Long Châu Hà, hai huyện của tỉnh Long Châu Tiền, một huyện của tỉnh Sa Đéc và toàn bộ tỉnh An Giang cũ trước chia ra nay nhập lại giữ tên An Giang). Tỉnh lỵ: thị xã Long Xuyên
- Tỉnh Kiên Giang (gồm tỉnh Rạch Giá và ba huyện của tỉnh Long Châu Hà cũ). Tỉnh lỵ: thị xã Rạch Giá
- Tỉnh Minh Hải (gồm tỉnh Cà Mau và tỉnh Bạc Liêu cũ). Tỉnh lỵ: thị xã Minh Hải (tên gọi mới của thị xã Bạc Liêu)
- Tỉnh Bến Tre. Tỉnh lỵ: thị xã Bến Tre

Ngày 17 tháng 5 năm 1984, Hội đồng Bộ trưởng ban hành Quyết định số 75-HĐBT về việc đổi tên thị xã Minh Hải thành thị xã Bạc Liêu thuộc tỉnh Minh Hải.
Ngày 18 tháng 12 năm 1984, Hội đồng Bộ trưởng ra Quyết định số 170-HĐBT về việc chuyển tỉnh lỵ tỉnh Minh Hải từ thị xã Bạc Liêu về thị xã Cà Mau. Từ đó, tỉnh lỵ tỉnh Minh Hải đặt tại thị xã Cà Mau cho đến cuối năm 1996.
Ngày 26 tháng 12 năm 1991, Quốc hội Việt Nam ban hành Nghị quyết về việc chia lại một số tỉnh trong cả nước nói chung và miền Tây Nam Bộ nói riêng, cụ thể như sau:
- Chia tỉnh Hậu Giang thành 2 tỉnh, lấy tên là tỉnh Cần Thơ và tỉnh Sóc Trăng:
  - Tỉnh lỵ tỉnh Cần Thơ đặt tại thành phố Cần Thơ
  - Tỉnh lỵ tỉnh Sóc Trăng đặt tại thị xã Sóc Trăng
- Chia tỉnh Cửu Long thành 2 tỉnh, lấy tên là tỉnh Vĩnh Long và tỉnh Trà Vinh: 
  - Tỉnh lỵ tỉnh Vĩnh Long đặt tại thị xã Vĩnh Long
  - Tỉnh lỵ tỉnh Trà Vinh đặt tại thị xã Trà Vinh

Ngày 29 tháng 4 năm 1994, Chính phủ Việt Nam ban hành Nghị định số 36-CP về việc di chuyển tỉnh lỵ tỉnh Đồng Tháp từ thị xã Sa Đéc về thị xã Cao Lãnh.
Ngày 6 tháng 11 năm 1996, Quốc hội Việt Nam lại ban hành Nghị quyết về việc chia tỉnh Minh Hải thành hai tỉnh là tỉnh Cà Mau và tỉnh Bạc Liêu:
- Tỉnh lỵ tỉnh Bạc Liêu đặt tại thị xã Bạc Liêu
- Tỉnh lỵ tỉnh Cà Mau đặt tại thị xã Cà Mau.

Bảng dưới là danh sách các tỉnh miền Tây Nam Bộ năm 1998.
| Stt | Tên tỉnh   | Tỉnh lỵ    | Thành phố | Thị xã              | Huyện | Tên Tỉnh cũ (trước 1976) |
| --- | ---------- | ---------- | --------- | ------------------- | --- | ------------------------ |
| 1   | An Giang   | Long Xuyên |           | Long Xuyên Châu Đốc | Châu Thành, Thoại Sơn, Châu Phú, Tri Tôn, Tịnh Biên, Tân Châu, An Phú, Phú Tân, Chợ Mới.                                          | An Giang                 |
| 2   | Cà Mau     | Cà Mau     |           | Cà Mau              | Thới Bình, Trần Văn Thời, Ngọc Hiển, Cái Nước, Đầm Dơi                                                                            | Cà Mau                   |
| 3   | Bạc Liêu   | Bạc Liêu   |           | Bạc Liêu            | Vĩnh Lợi, Giá Rai, Hồng Dân | Bạc Liêu                 |
| 4   | Sóc Trăng  | Sóc Trăng  |           | Sóc Trăng           | Mỹ Tú, Mỹ Xuyên, Thạnh Trị, Long Phú, Kế Sách                                                                                     | Sóc Trăng                |
| 5   | Tiền Giang | Mỹ Tho     | Mỹ Tho    | Gò Công             | Châu Thành, Chợ Gạo, Cai Lậy, Cái Bè, Tân Phước, Gò Công Đông, Gò Công Tây                                                        | Mỹ Tho                   |
| 6   | Kiên Giang | Rạch Giá   |           | Rạch Giá            | Châu Thành, Tân Hiệp, An Biên, An Minh, Vĩnh Thuận, Gò Quao, Giồng Riềng, Hòn Đất, Hà Tiên, Phú Quốc, Kiên Hải                    | Rạch Giá                 |
| 7   | Bến Tre    | Bến Tre    |           | Bến Tre             | Châu Thành, Ba Tri, Bình Đại, Giồng Trôm, Mỏ Cày, Thạnh Phú, Chợ Lách                                                             | Bến Tre                  |
| 8   | Long An    | Tân An     |           | Tân An              | Châu Thành, Tân Trụ, Thủ Thừa, Bến Lức, Cần Giuộc, Cần Đước, Đức Hòa, Đức Huệ, Mộc Hóa, Thạnh Hóa, Tân Thạnh, Tân Hưng, Vĩnh Hưng | Long An Kiến Tường       |
| 9   | Đồng Tháp  | Cao Lãnh   |           | Cao Lãnh Sa Đéc     | Châu Thành, Lai Vung, Lấp Vò, Cao Lãnh, Tháp Mười, Thanh Bình, Tam Nông, Hồng Ngự, Tân Hồng                                       | Sa Đéc Kiến Phong        |
| 10  | Cần Thơ    | Cần Thơ    | Cần Thơ   |                     | Châu Thành, Ô Môn, Thốt Nốt, Phụng Hiệp, Vị Thanh, Long Mỹ                                                                        | Cần Thơ                  |
| 11  | Trà Vinh   | Trà Vinh   |           | Trà Vinh            | Châu Thành, Càng Long, Cầu Kè, Cầu Ngang, Duyên Hải, Tiểu Cần, Trà Cú                                                             | Trà Vinh                 |
| 12  | Vĩnh Long  | Vĩnh Long  |           | Vĩnh Long           | Long Hồ, Mang Thít, Vũng Liêm, Tam Bình, Trà Ôn, Bình Minh                                                                        | Vĩnh Long                |

Ngày 26 tháng 11 năm 2003, Quốc hội Việt Nam ban hành Nghị quyết số 22/2003/QH11 về việc chia và điều chỉnh địa giới hành chính một số tỉnh. Theo đó, chia tỉnh Cần Thơ thành thành phố Cần Thơ trực thuộc trung ương và tỉnh Hậu Giang. Tỉnh lỵ tỉnh Hậu Giang đặt tại thị xã Vị Thanh.
Đồng bằng sông Cửu Long bao gồm thành phố TP. Cần Thơ và 13 tỉnh: Long An, Tiền Giang, An Giang, Đồng Tháp, Bến Tre, Vĩnh Long, Trà Vinh, Sóc Trăng, Hậu Giang, Bạc Liêu, Cà Mau, Kiên Giang.
Ngày 12 tháng 6 năm 2025, Quốc hội ban hành Nghị quyết số 202/2025/QH15 về việc sắp xếp đơn vị hành chính cấp tỉnh (nghị quyết có hiệu lực từ ngày 12 tháng 6 năm 2025). Theo đó:
- Sáp nhập tỉnh Hậu Giang và tỉnh Sóc Trăng vào thành phố Cần Thơ.
- Sáp nhập tỉnh Kiên Giang vào tỉnh An Giang.
- Sáp nhập tỉnh Bạc Liêu vào tỉnh Cà Mau.
- Sáp nhập tỉnh Tiền Giang vào tỉnh Đồng Tháp.
- Sáp nhập tỉnh Long An vào tỉnh Tây Ninh.
- Sáp nhập tỉnh Bến Tre và tỉnh Trà Vinh vào tỉnh Vĩnh Long.

### Sách
- Đại Nam nhất thống chí, Tập 5. NXB Thuận Hóa. 1992.
- Đồng bằng sông Cửu Long: đón chào thế kỷ 21. NXB Thành phố Hồ Chí Minh. 2000.
- Anh Động (2010). Sổ tay địa danh Kiên Giang. NXB Đại học quốc gia Hà Nội.
- Bằng Giang (1998). Văn học quốc ngữ ở Nam kỳ: 1865-1930. NXB Trẻ.
- Dương Kinh Quốc (1988). Chính quyền thuộc địa ở Việt Nam trước cách mạng tháng Tám 1945: góp phần tìm hiểu cơ sở lịch sử, xã hội Việt Nam thời kỳ thực dân Pháp thống trị. NXB Khoa học xã hội.
- Đặng Văn Thắng (1998). Khảo cổ học: tiền sử & sơ sử thành phố Hồ Chí Minh. NXB Trẻ.
- Đỗ Chung, Huỳnh Hữu Hận (2003). Lịch sử Đảng bộ tỉnh Bến Tre, 1930-2000. NXB Chính trị quốc gia.
- Huỳnh Ngọc Trảng (1997). "Sài Gòn - Gia Định xưa: tư liệu & hình ảnh". NXB Thành phố Hồ Chí Minh. {{Chú thích tạp chí}}: Chú thích magazine cần |magazine= (trợ giúp)
- Lê Anh Dũng (1996). "Lịch sử đạo Cao Đài: thời kỳ tiềm ẩn, 1920-1926". NXB Thuận Hóa. {{Chú thích tạp chí}}: Chú thích magazine cần |magazine= (trợ giúp)
- Lê Nguyên (1998). "Thành cổ Sài gòn và mấy vấn đề về triều Nguyễn". NXB Trẻ. {{Chú thích tạp chí}}: Chú thích magazine cần |magazine= (trợ giúp)
- Lê Quốc Sử (1998). "Một số vấn đề về lịch sử kinh tế Việt Nam". NXB Chính trị quốc gia. {{Chú thích tạp chí}}: Chú thích magazine cần |magazine= (trợ giúp)
- Lê Văn Dương (1983). "Quân lực Việt Nam Cộng Hòa trong giai đoạn hình thành : 1946-1955". NXB Đại Nam. {{Chú thích tạp chí}}: Chú thích magazine cần |magazine= (trợ giúp)
- Nguyễn Duy Anh (1971). Tỉnh Bến-Tre trong lịch-sử Việt-Nam: từ năm 1757 đến 1945. Tủ sách sử học.
- Nguyễn Đình Đầu (1994). Nam kỳ lục tỉnh: tổng kết nghiên cứu địa bạ. NXB Thành phố Hồ Chí Minh.
- Nguyễn Đình Đầu (1994). Nghiên cứu địa bạ triều Nguyễn: An Giang. NXB Thành phố Hồ Chí Minh.
- Nguyễn Đình Đầu (1994). Nghiên cứu địa bạ triều Nguyễn: Vĩnh Long. NXB Thành phố Hồ Chí Minh.
- Nguyễn Hữu Hiệu (2004). Đồng Tháp Mười 300 năm. NXB Trẻ.
- Nguyễn Minh Tường (1996). Cải cách hành chính dưới triều Minh Mệnh, 1820-1840. NXB Khoa học xã hội.
- Nguyễn Như Ý (2004). Từ điển địa danh văn hóa và thắng cảnh Việt Nam. NXB Khoa học xã hội.
- Nguyễn Phan Quang (1995). Việt Nam cận đại: những sử liệu mới, Tập 3. NXB TP. Hồ Chí Minh.
- Nguyễn Phan Quang (2005). Theo dòng lịch sử dân tộc: sự kiện và tư liệu, Tập 2. NXB Tổng hợp TP. Hồ Chí Minh.
- Nguyễn Phan Quang (1998). Góp thêm tư liệu Sài Gòn - Gia Định, 1859-1945. NXB Trẻ.
- Nguyễn Phương Thảo, Đoàn Tứ (2001). Địa chí Bến Tre. NXB Khoa học xã hội.
- Nguyễn Quang Ân, Trương Minh Chiến (2010). Từ điển địa chí Bạc Liêu. NXB Chính trị quốc gia.
- Nguyễn Q. Thắng (2001). Tìm tòi & cảm nhận: mấy vấn đề về Nam châu học. NXB Văn hóa - thông tin.
- Nguyễn Xuân Kính (2004). Tìm hiểu đặc trưng di sản văn hóa, văn nghệ dân gian Nam Bộ. NXB Khoa học xã hội.
- Pierre-Bernard Lafont (1985). Les frontières du Vietnam: Histoire des frontières de la péninsule indochinoise. Editions L'Harmattan.
- Thạch Phương, Lưu Quang Tuyến, Lê Trung Hoa (1989). Địa chí Long An. NXB Long An.{{Chú thích sách}}:  Quản lý CS1: nhiều tên: danh sách tác giả (liên kết)
- Trần Hoàng Diệu, Nguyễn Anh Tuấn (2005). Địa chí Tiền Giang, Tập 1. Ban tuyên giáo tỉnh ủy Tiền Giang và Trung tâm Unesco thông tin tư liệu lịch sử và văn hóa Việt Nam.
- Trần Hoàng Diệu, Nguyễn Anh Tuấn, Nguyễn Quang Ân (2005). Địa chí Tiền Giang, Tập 2. Ban tuyên giáo tỉnh ủy Tiền Giang và Trung tâm Unesco thông tin tư liệu lịch sử và văn hóa Việt Nam.{{Chú thích sách}}:  Quản lý CS1: nhiều tên: danh sách tác giả (liên kết)
- Trần Mạnh Thường (2007). Việt Nam - Văn hóa và du lịch. Công ty Văn hóa Hương Trang.
- Trần Nam Tiến (2001). 100 sự kiện lịch sử Sài gòn, Thành phố Hồ Chí Minh trong thế kỷ XX. Tạp chí xưa và nay.
- Trần Văn Giàu (1998). 300 năm Sài Gòn - Thành phố Hồ Chí Minh. NXB Chính trị quốc gia.
- Trịnh Hoài Đức (1972). Gia-định thành thông-chí, Tập 2. Nhà văn hóa, phủ quốc vụ khanh đặc trách văn hóa.
- Trương Minh Đạt (2001). Nhận thức mới về đất Hà Tiên: khảo luận, đính chính, tư liệu. NXB Trẻ.
- Ủy ban khoa học xã hội Việt Nam (1971). "Lịch sử Việt Nam, Tập 2". NXB Khoa Học Xã Hội. {{Chú thích tạp chí}}: Chú thích magazine cần |magazine= (trợ giúp)
- Viện kinh tế học (1999). Nghiên cứu kinh tế, Tập 39,Số phát hành 1-6. Viện kinh tế học.
- Viện khoa học xã hội vùng Nam Bộ (2007). Khoa học xã hội Nam Bộ: đóng góp của tạp chí khoa học xã hội trong những vấn đề lịch sử, xã hội, kinh tế. NXB Khoa học xã hội.
- Viện sử học (1976). Nước Việt Nam là một, dân tộc Việt Nam là một. NXB Khoa Học Xã Hội.
- Viện sử học (1992). Khẩm định Đại Nam hội điển sự lệ: Quyển 36-quyển 52. NXB Thuận Hóa.
- Võ Thành Phương (2004). Tìm hiểu An Giang xưa: sưu khảo. NXB Văn nghệ An Giang.
- Vũ Thị Phụng (1993). Lịch sử nhà nước và pháp luật Việt Nam. NXB Khoa học xã hội.
- Vũ Xuân (1963). Bến Tre anh dũng. NXB phổ thông.
- 30 năm xây dựng và phát triển Thành phố Cần Thơ, 1975-2005. Ủy ban nhân dân Thành phố Cần Thơ. 2005.
- Lịch sử và truyền thống Bưu điện tỉnh Cà Mau: sơ thảo. NXB Bưu điện. 2000.

### Tạp chí
- "Miền Đông Nam Bộ lịch sử & phát triển". Bán nguyệt san Xưa & Nay. 2001. {{Chú thích tạp chí}}: Chú thích magazine cần |magazine= (trợ giúp)
- "Tạp chí văn thư lưu trữ Việt Nam". Cục văn thư và lưu trữ nhà nước. 2006. {{Chú thích tạp chí}}: Chú thích magazine cần |magazine= (trợ giúp)
- "Tạp chí văn thư lưu trữ Việt Nam". Cục văn thư và lưu trữ nhà nước. 2009. {{Chú thích tạp chí}}: Chú thích magazine cần |magazine= (trợ giúp)
- Viện sử học (1982). "Nghiên cứu lịch sử, Số phát hành 205". Viện sử học. {{Chú thích tạp chí}}: Chú thích magazine cần |magazine= (trợ giúp)
- Viện sử học (2004). "Nghiên cứu lịch sử, Số phát hành 337". Viện sử học. {{Chú thích tạp chí}}: Chú thích magazine cần |magazine= (trợ giúp)
- Viện sử học (2012). "Nghiên cứu lịch sử, Số phát hành 436". Viện sử học. {{Chú thích tạp chí}}: Chú thích magazine cần |magazine= (trợ giúp)
- Viện sử học (2013). "Nghiên cứu lịch sử, Số phát hành 451". Viện sử học. {{Chú thích tạp chí}}: Chú thích magazine cần |magazine= (trợ giúp)